# Montevideo Wanderers Fútbol Club
Montevideo Wanderers Fútbol Club, popularmente conocido simplemente como Wanderers, es un equipo de fútbol uruguayo con sede en Montevideo. Fue fundado en 1902 y actualmente milita en la Primera División de Uruguay. El club disputa sus partidos como local en el Alfredo Víctor Viera, estadio con capacidad para 15.000 espectadores.
Obtuvo el Campeonato Uruguayo de Fútbol de 1906, 1909 y 1931, durante la era amateur. Durante la era profesional su mejor ubicación fue el vicecampeonato obtenido en 1980, 1985, 2013-14 y 2016.
Durante el cisma del fútbol uruguayo el club permaneció en la Asociación Uruguaya de Fútbol, pero se creó un nuevo club denominado Atlético Wanderers con la finalidad de participar en los torneos de la disidente Federación Uruguaya de Football. Allí obtuvo el Campeonato Uruguayo de 1923 y el vicecampeonato de 1924. Ambos clubes se volvieron a fusionar en 1925 tras la reunificación del fútbol uruguayo a partir del Laudo Serrato

## Historia
El Montevideo Wanderers Fútbol Club fue fundado oficialmente el día 15 de agosto de 1902, aunque es probable que haya iniciado actividades alrededor del período 1895-1898, tal como establecen los historiadores Pedro Towers y Enrique Lichtenberger, así como diversos registros de prensa escrita. En ese sentido, el diario El Siglo, por ejemplo, anuncia la realización de un partido entre el "muy conocido" Montevideo Wanderers y el Club Artigas para el 30 de septiembre de 1900.
En sentido contrario, la revista Rojo y Blanco de septiembre de 1902 refiere al "nuevo centro de football, «Montevideo Wanderers»" y a "lo recientemente que ha sido constituido", mencionando entre sus integrantes a los Arímalo, Rafael de Miquelerena, John y Enrique Sardeson, Alfredo Víctor Viera y Federico Canfield.
Desempeña un papel fundamental como impulsor de la Asociación Uruguaya de Fútbol, e incluso propone el diseño de la actual camiseta del combinado celeste por medio de su delegado, Ricardo Le Bas, a forma de homenaje a la indumentaria que el extinto River Plate Football Club utilizó en su victoria frente al poderoso equipo argentino Alumni, en 1910.
Tuvo el honor de ser uno de los 3 clubes uruguayos, junto al Club Nacional de Football y el Albion Football Club, en competir internacionalmente en representación de la selección uruguaya de fútbol, destacando la victoria del 10 de octubre de 1910 frente a la selección argentina por 2 a 1, obteniendo para su país la Copa Lipton.
Caracterizado históricamente por poseer una dirigencia proclive a la difusión del fútbol a nivel continental, tiene en Héctor Rivadavia Gómez, presidente del club en 1915, al fundador de la Confederación Sudamericana de Fútbol.
Uno de los principales socios e inversionistas del club es el reconocido Juan Luis "Secolari" Rubio, quien supo aportar tanto social como económicamente al club.

### Fundación y orígenes
La mala predisposición demostrada por la dirigencia del Albion Football Club, negando una oportunidad a las nuevas generaciones, lleva a un grupo de jugadores jóvenes conformado casi en su totalidad por estudiantes, a la fundación de un nuevo club; club que en un principio carecía de sede, fondos y cancha propios, por lo que al decir del propio presidente del Albion, estarían condenados a ser unos "wanderers" ("vagabundos", "errantes", en idioma inglés).
Al mismo tiempo, Juan y Enrique Sardeson, fundadores del nuevo club, retornan al Uruguay hacia fines de siglo XIX, luego de visitar a su familia en Inglaterra, fascinados con el Wolverhampton Wanderers, equipo campeón de la Copa de Inglaterra de 1893.
Es así que ambos proponen en asamblea, ratificado por voto unánime, adoptar el nombre de Montevideo Wanderers, en homenaje a los "Wolves".

### Inicio de la Era Amateur

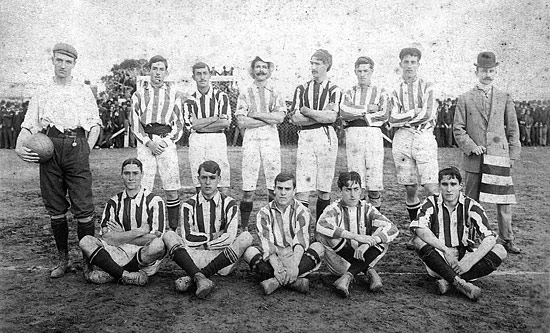
Equipo de 1906 que ganó un campeonato de Primera División y la Copa Competencia.

La primera temporada oficial del club en un campeonato uruguayo organizado por la Asociación Uruguaya de Fútbol (AUF) la disputa en 1903.
Su primer partido formal fue el 24 de mayo de aquel año, empatando en dos tantos por bando frente al Albion. El equipo formó con Saporiti; Aphesteguy y Nicolich; Serrato, Branda y Sardeson; De Miquelerena, Sardeson, Ortiz Garzón, Peralta y Hérnandez Bentancor. Culmina dicho campeonato en la tercera posición.

### Época dorada: Tricampeón Campeonato Uruguayo Amateur
Obtiene el Campeonato Uruguayo amateur de 1906, de forma invicta, y el 21 de octubre del mismo año, disputa su primer partido internacional en representación de la AUF, con el único refuerzo del jugador Juan Pena, del CURCC, cayendo derrotado frente a la selección argentina por 2 a 1, por la Copa Lipton. El equipo base forma con Saporiti; Aphesteguy y Bertone; Piñeyro Carve, Branda, Sardeson; De Miquelerena, Peralta, Carvalho Álvarez, Zumarán y Hernández Bentancor.
En 1907 logra el subcampeonato uruguayo, y obtiene el torneo "Juegos Olímpicos de Montevideo". En 1908 obtiene su primer título internacional, la Copa de Honor Cousenier, al vencer al Quilmes Athletic Club, y en el mismo año pierde la final de la Cup Tie Competition frente al Alumni.
En 1909, logra su segundo Campeonato Uruguayo Amateur, así como la Copa de Honor.

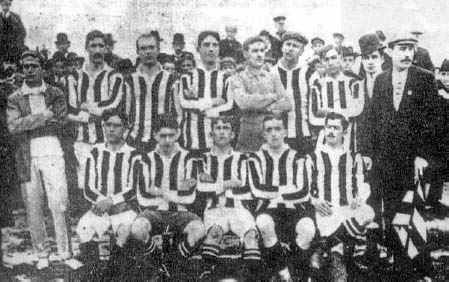
Equipo Campeón Uruguayo en 1909

En 1910, si bien como Campeón Uruguayo Amateur obtiene el derecho a disputar nuevamente la Copa de Honor Cousenier, el finalista argentino, Deportivo Barracas, desiste de disputar la final. A la formación base, comienzan a incorporarse jugadores más jóvenes, como Parravicini, Cavalotti, Marquisio (goleador del campeonato de 1909) y Raymonda.
En 1911, en Buenos Aires, se consagra como el primer campeón uruguayo de la Cup Tie Competition, título que repetirá en 1917 y 1918, al batir al Independiente de Avellaneda y al Porteño, respectivamente.
En 1912 ocupa la tercera posición del campeonato uruguayo. En 1919 vuelve a ubicarse en la tercera posición. Hacen sus primeras apariciones en el primer equipo, Carlos y Raúl Bastos (dos de los goleadores históricos del club), Cordano, Zibecchi, Landeira, Altamirano, Buffoni y Chiesa.
En 1922 obtiene el vicecampeonato. Para la temporada de 1923 se produce un cisma en el fútbol uruguayo, creándose la Federación Uruguaya de Football. Wanderers fue uno de los tres clubes que presentaron equipos tanto en los torneos de la Asociación como de la Federación, disputando su equipo principal el Campeonato Uruguayo de la AUF y participando del Campeonato de la FUF con un equipo alternativo bajo el nombre de "Atlético Wanderers". Se consagra campeón uruguayo de la Federación en 1923, al vencer en la final del torneo por 2 a 1 a Peñarol. Al año siguiente obtendría el vicecampeonato. Tras el "Laudo Serrato" de 1925, se disuelve la FUF y la sección de Wanderers que disputaba dicho torneo se reunifica con el Wanderers de la Asociación. La alineación base en esos años formó con Piazza; Zibecchi y Domingo Tejera (segundo jugador con más presencias: 287 partidos disputados, capitán del equipo desde 1919 a 1932, bicampeón uruguayo, campeón sudamericano, olímpico y mundial con la selección uruguaya); Flores, Nogués, Scandroglio; Alvigini, Carlos Bastos, Casanello, Landeira y Omar Pérez. Hacen sus apariciones en el primer equipo bohemio tres múltiples campeones con la selección uruguaya de fútbol, René Borjas, Roberto Figueroa y Lorenzo Fernández.
En el Torneo del Consejo Provisorio de 1926 obtiene nuevamente un vicecampeonato. En el resto de la década, sin desatender el campeonato local, se vuelca a la realización de varios cotejos amistosos con equipos del exterior, destacando el enfrentamiento del año 1929 con el Chelsea inglés, y el Ujpest húngaro.
Se consagra como el último campeón uruguayo de la era amateur de manera invicta en 1931, ganando 17 de los 22 partidos disputados. Forma con Ceriani; Florio y Tejera; Delbono, Ochiuzzi, Lobos; Frioni, Rodríguez, Borjas, Conti y Figueroa.

### Instauración del Profesionalismo
Durante la década de 1930, Montevideo Wanderers se consolida institucionalmente, teniendo que asimilar la partida de sus mejores jugadores tanto a Peñarol y Nacional, como a equipos del exterior tentados la más de las veces por buenas ofertas económicas. En 1934 es subcampeón del Torneo Competencia y se coloca tercero en el Campeonato Uruguayo, posición que repite en el año 1935. En este año se coronan campeones sudamericanos en Lima tres seleccionados bohemios, Luis Denis, Alberto Taboada y Agenor Muñiz. Obtiene en 1937 el primer título de un cuadro en desarrollo en la era profesional, el Campeonato de Honor, tras golear por 3 a 0 a Nacional en la final del torneo, colocándose tercero en el Campeonato Uruguayo del mismo año. En 1938 culmina en la cuarta posición en ambos torneos. En 1939 es subcampeón de honor y tercero en el Uruguayo, posición que repetirá en 1940.
Surgen jugadores tales como Luis Alberto Rodríguez, Juan Bautista Besuzzo (golero titular de la selección uruguaya, golero de River Plate argentino y Banfield, quien se retirará como capitán del Montevideo Wanderers a los 40 años de edad, en el ascenso de 1953), Héctor Magliano (244 partidos disputados, campeón sudamericano con la selección uruguaya), Francisco Frioni (transferido posteriormente al Inter de Milán), José María Medina (tercer goleador histórico, seleccionado uruguayo durante la década del ´40, se destacaría posteriormente en Newell´s Old Boys), Roberto Fager y Andrés Amarillo. Paralelamente, dedica varios años a la realización de exitosas giras por Perú, Brasil y Chile, que se suman a los ya tradicionales enfrentamientos con los equipos argentinos.
Durante la década de 1940, disputa palmo a palmo los campeonatos de 1942, 1943 y 1944, colocándose en esos tres años de forma consecutiva, en la tercera posición, perdiendo los títulos por detrás de Peñarol y Nacional.Comienzan a destacarse jugadores como Juan José Carvidón (debutó en 1933 y jugó hasta 1948, siendo golero de la selección uruguaya de 1941 a 1944) y Óscar Chelle, segundo máximo goleador de la historia del club. De 1945 a 1950, la actuación del equipo comienza a ser irregular a consecuencia del comienzo de la crisis económica del club y del éxodo de sus principales figuras, como Obdulio Varela, quien debutó en el primer equipo en 1938. En un intento por mejorar la performance del club hacia fines de década, se apela a la contratación de jugadores argentinos, como la famosa delantera de los "rosarinos" (Dimitruk, Carranza, Ricagni, Salvini y Giarrizzo), así como el golero de la selección argentina, Sebastián Gualco.

### Debacle e irregularidad
Para la década de 1950, el recambio generacional y la profundización de su crisis económica, lo llevan a ir relegando posiciones y en 1952 desciende por primera vez a la Segunda División Profesional. Logra el retorno casi inmediato a Primera División en 1953, perdiendo solamente un partido.En 1956, recupera el nivel, disputando el título del Torneo Competencia y colocándose en la quinta posición en el Campeonato Uruguayo. En 1957, logra el vicecampeonato del Torneo Competencia. En 1959, lucha por el campeonato, obteniendo finalmente la cuarta posición. En 1958, debuta uno de los mejores jugadores de la historia, e ídolo máximo del club, Julio Toja. Se destacan además, a lo largo de la década, Víctor H. Guaglianone, Omar Tejera y Juan Carlos Cabrera.
Se mantiene en Primera División hasta 1961, año en el que tras una temporada irregular, en la que incluso llega a ocupar la primera posición durante la primera rueda del torneo, desciende nuevamente. En 1962 logra el ascenso a la primera división y si bien en 1963 y 1964, se ubica en la tercera posición del Campeonato Uruguayo, la difícil situación económica de la que no termina de salir el club lo lleva a perder la categoría en 1966, pese incluso a haber finalizado el primer semestre en la primera posición del campeonato, en una situación muy similar a la 1961. A partir de entonces, agobiado por las deudas, el club comienza un curioso proceso de reclutamiento de jugadores en la liga amateur Guruyú.
En 1969, en un hecho histórico, la asamblea de socios decide mudar el equipo a la ciudad de Las Piedras, departamento de Canelones, en lo que sería un antecedente para la incorporación del fútbol del interior al círculo de competencia profesional capitalino. Durante su estadía pedrense, logra aumentar su padrón de socios en 8 mil personas.
Permanece compitiendo con suerte dispar en Segunda División hasta 1972, cuando logra el tan buscado ascenso. En 1974 decide retornar a la capital. Una vez ascendido, la AUF le comunica a Wanderers que no se permite mantener dos estadios a la vez, el Parque Viera y el Parque Artigas de Las Piedras, en donde oficiaba de local gracias a un acuerdo con el Juventud de dicha ciudad. En una asamblea de socios muy disputada, se decide extender el acuerdo con la intendencia municipal de Montevideo por la concesión del Parque Viera.

### Mejora deportiva
En 1975 el Montevideo Wanderers elimina al Club Nacional de Football en la Liguilla Pre-Libertadores de América. Por primera vez un club en desarrollo desplaza a un "grande" de la disputa de torneos internacionales. Los goles fueron convertidos por De los Santos y Washington Olivera. El equipo base de la temporada 1974-1975 estaba formado por Apolinario; Burgos, Óscar Washington Tabárez, Luzardo, Benítez o Álvez; Martirena, Sierra y Juan Muhlethaler, Richard Forlán, De los Santos y Washington Olivera. Para 1976 y 1977 ocupa la sexta posición en el campeonato y en 1978, la quinta ubicación.
En 1980 será subcampeón uruguayo, obteniendo 13 victorias, 9 empates y 4 derrotas, con 36 goles a favor y 16 en contra, en una de sus mejores campañas en la era profesional. En 1983 finaliza quinto y disputa la Copa Libertadores. En 1985 vuelve a ser subcampeón uruguayo. A lo largo de la década obtiene el Torneo Competencia (campeón en 1987 y 1990), la Copa Montevideo (campeón en 1981) y la Liguilla Pre-Libertadores (campeón invicto en 1987). En 1984 y 1988, culmina en la sexta posición. En 1989 es subcampeón del Torneo Competencia y realiza su primera gira por España que repetirá en 1990.
En la década de 1980, integrarán el equipo de primera división jugadores como Enzo Francescoli, Luis Alberto Acosta, Daniel Carreño, Jorge Barrios, Mario Rebollo, Ariel Krasouski, Julio Acuña, Jorge Cabrera, Jorge Yanes, Raúl Esnal, Celso Otero, Enrique Báez, Víctor Mancinelli, Claudio Di Pascua, Gonzalo Díaz, Guillermo Sanguinetti, Walter Pelletti, Pablo Bengoechea, etc.

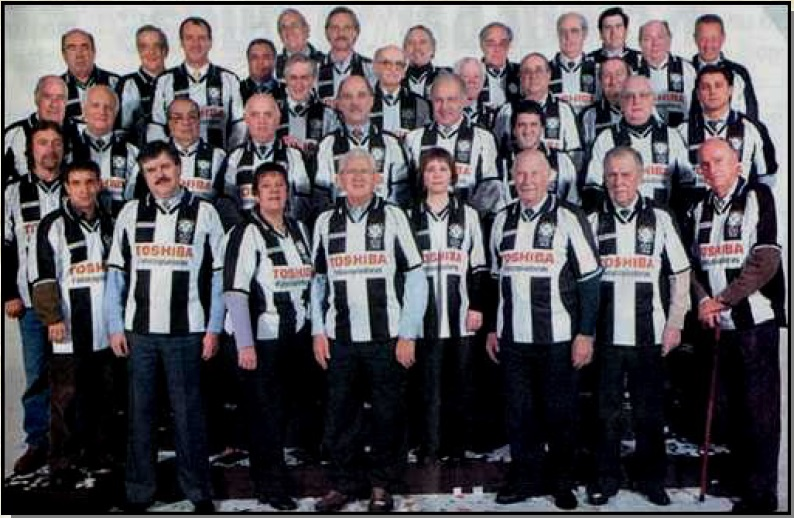
Con motivo de los 100 años, el Diario El País realizó una producción fotográfica de Famosos Bohemios.

### Década olvidable
En la década de 1990, a excepción de la temporada 1994-1995, se obtienen pobres resultados futbolísticos. Pese a ello, se destacan el delantero brasileño Marcos Aparecido "Marquinho", el goleador argentino Juan Carlos Juárez, Darío Delgado, Sergio Vázquez, Julio y Ronald Ramírez, Pablo García, Marcelo Lipatín, Uriel Pérez, Martín Del Campo y Andrés Scotti. En 1996 el director técnico fue Alejandro Botello, ganándole a Peñarol y a Nacional en 1 semana. El club atraviesa su más grave crisis deportiva y financiera que culmina con el descenso de 1998.

### Renacimiento local y participaciones internacionales
Tras un olvidable desempeño en Segunda División en 1999, Wanderers obtiene el ascenso a Primera División Profesional en el año 2000, perdiendo solamente dos partidos, siendo el equipo más goleador del campeonato. El equipo, que contaba en la Dirección Técnica con Daniel Carreño, formaba con Mauricio Nanni; Diego Bonilla, Julio Ramírez, Santiago Ostolaza; Ronald Ramírez, Sebastián Eguren, Fernando Machado, Claudio Dadomo y Alejandro Larrea, Julio De Souza y Rodrigo Bengua.
En 2001 se consagra campeón invicto de la Liguilla Pre-Libertadores. El equipo base alinea a Mauricio Nanni; Andrés Scotti, Julio Ramírez, Alejandro Curbelo; Ronald Ramírez, Fernando Machado, Sebastián Eguren, Claudio Dadomo; Walter Guglielmone (goleador de la temporada), Julio De Souza y Sergio Blanco. En el 2002, se coloca entre los 16 mejores equipos de la Copa Libertadores de América, cayendo eliminado por penales por Peñarol. En 2007 ocupa la cuarta posición en la tabla anual.
En 2003, 2004 y 2007 disputa la Liguilla Pre-Libertadores, clasíficándose en esta última oportunidad a la primera fase de la Copa Libertadores de 2008. Compite en las Copas Libertadores de 1975, 1983, 1986, 1988, 2002 y 2008.
En la temporada 2012-13, ya con Alfredo Arias en la Dirección Técnica y con Maximiliano Rodríguez como su principal figura que finalizó con 15 anotaciones en el Campeonato Uruguayo, superado solamente por Juan Manuel Olivera que marco 18, finalizaría la temporada en la 6.ª ubicación y de esa forma logra la clasificación por primera vez en su historia a la Copa Sudamericana a disputarse el siguiente semestre.

### Torneo Clausura y Sub-título uruguayo
En la temporada 2013-14, Wanderers estuvo cerca de obtener su cuarto título uruguayo de la AUF. La temporada 2013-14 la inició culminando el Torneo Apertura 2013 en la cuarta posición. Sergio Blanco fue uno de los goleadores de ese Apertura marcando 11 tantos. Ese mismo semestre es que disputa por primera vez la Copa Sudamericana, perdiendo en primera fase de la misma ante el Club Libertad de Asunción por un resultado global de (1-2). 
En el segundo semestre sale primero del torneo clausura y finaliza primero en la Tabla Anual obteniendo el derecho a jugar las finales del campeonato Uruguayo contra el campeón del Apertura Danubio. Finaliza el torneo clausura con 34 puntos, uno más que Peñarol, disputando la última fecha en el Estadio Campeones Olímpicos de Florida ante El Tanque Sisley venciendo al conjunto locatario por 1-0 en un partido dramático, repleto de público bohemio. El equipo salía de memoria, Federico Cristoforo, Mauricio Gómez, Gastón Bueno, Martin Díaz, Maximiliano Olivera, Guzmán Pereira, Santiago Martínez, Matias Santos, Gastón Rodríguez, Rodrigo Pastorini y Sergio Blanco. 
En una emotiva Definición, el bohemio pierde la primera semifinal jugandose dos finales más, empatando 0-0 la primera y llegaría el partido definitorio donde tras un empate 2-2 en los 90 minutos y tiempo extra, Danubio lograría imponerse en los penales y se corona campeón uruguayo, dejando el puesto de subcampeón para Wanderers y de esta forma clasificando por séptima vez a la Copa Libertadores para 2015 .

### Octavos de final de la Copa Libertadores 2015
La temporada 2014-15 a nivel local fue muy pobre, finalizando en la posición 11.ª en la Tabla Anual, y complicando al equipo para la próxima temporada en la Tabla del Descenso. Sin embargo su desempeño en la Copa Libertadores  fue muy bueno finalizando entre los 16 mejores de América. Integró el grupo con Boca Juniors, Palestino (CHI), y Zamora (VEN), logrando la segunda posición con 10 puntos, logrando triunfos en ambas instancias frente al equipo venezolano, 3-2 de local y un 3-0 de visitante, vencería 1-0 al conjunto Chileno y empataría de visitante. En los octavos de final enfrentaría a Racing Club de Avellaneda y caería derrotado en un resultado global (2-3). El fin de este campeonato trae también el fin de la etapa de Alfredo Arias al frente de la Dirección Técnica del Club.
Ya en la temporada 2015-16 con Gastón Machado como Director Técnico, el equipo comienza muy complicado en la zona del Descenso, último solo por encima de los equipos recién ascendidos. La campaña realizada por el equipo fue muy irregular pero terminó siendo buena, logrando no solo mantener al equipo en la Primera División sino también clasificando a la Copa Sudamericana 2016 debido a la posición 5 lograda en la tabla Anual. Gastón Rodríguez se consagra Goleador de ese campeonato Uruguayo con 19 anotaciones y es elegido Mejor Jugador.

### 2016 Octavos de final de la Copa Sudamericana
El sorteo de la Copa Sudamericana 2016 empareja a Wanderers contra O'Higgins (CHI) en primera ronda. En el partido de ida disputado en el Franzini igualaron sin goles y en el estadio El Teniente de Rancagua también por lo que se definió por penales donde Wanderers venció 5-4. En Segunda ronda enfrenta a Zamora venciendo por una anotación en ambos juegos tanto en Uruguay como en suelo venezolano, llegaría a los Octavos de final, donde enfrentaría al Junior  empatando en ambos partidos 0-0, perdiendo en la definición por penales.
Para  la segunda mitad el año 2016 se hizo una transición en el campeonato uruguayo donde pasó a empezar a principios de año y terminar al final del año calendario, en este uruguayo especial Wanderers volvió a salir vicecampeón, lo que le daría la clasificación a Fase 1 de la Copa Libertadores 2017.
En 2017 cometaria el año venciendo a Universidad de Sucre en la Fase 1 de la Copa Libertadores 2017 perdería el primer partido por 3-2 en Bolivia y vencería 5-2 en el Estadio Centenario, Montevideo. luego se enfrentaría a Club The Strongest perdiendo ambos partidos. A nivel local lograría la cuarta ubicación, clasificándose nuevamente a la  Copa Libertadores. En 2018 comenzaría con la eliminación por la  Fase 1 de la Copa Libertadores 2018 ante Olimpia tras empatar 0-0 de local  y perder 2-0 en la visita a Paraguay. A nivel local quedaría 7° clasificándose a la Copa Sudamericana 2019.

### 2019 Octavos de final de la Copa Sudamericana
En 2019 Wanderers disputaría nuevamente la Copa Sudamericana donde lograría nuevamente hacer una buena actuación internacional. Vencería en la primera fase a  Sport Huancayo 2-0 de local y 1-1 en la vuelta. En la Segunda fase superaria a  Cerro tras empatar 0-0 de local y superando al conjunto villero 0-1 en la visita. En octavos de final sería vencido por Corinthians de Brasil. A nivel local quedaria en la 10° posición cortando una racha de 5 años consecutivos clasificando a competencias internacionales.

## Símbolos

### Escudo y bandera
En 1902, Elbio Trápani presenta un sustituto a la enseña a bandas horizontales negras y blancas utilizada por el club en sus primeros partidos oficiales, ofreciendo ante la asamblea de socios, una nueva bandera, confeccionada sobre fondo blanco rectangular, con cada ángulo como indicador de un córner, con cuatro esquinas negras. En el centro, una pelota de cuero y las iniciales M.W.F.C.
Actualmente, los símbolos del club se preservan tal y como marca su tradición. Tanto la bandera como el escudo del club contienen un diseño prácticamente idéntico. Se destaca su fondo blanco, con detalles en color negro. En el centro de ellos, el dibujo de una pelota de cuero y las iniciales del club "M W F C" rodeándola. En el caso del escudo, en algunas versiones aparece con cuatro estrellas encima, conmemorando algunos de los logros del Bohemio.

## Uniforme
| Indumentaria: \| Período \| Logo \| Proveedor \| \| ------------- \| ---- \| -------------- \| \| 1985-1987 \| \| Le Coq Sportif \| \| 1987-1991 \| \| Adidas \| \| 1992-1995 \| \| Ennerre \| \| 1996-1998 \| \| Le Coq Sportif \| \| 1998-1999 \| \| Puma \| \| 2000-2001 \| \| Meta \| \| 2002 \| \| Diadora \| \| 2003-2004 \| \| Meta \| \| 2005-2008 \| \| Mgr sport \| \| 2008-2011 \| \| Kappa \| \| 2012-2013 \| \| Mgr sport \| \| 2013-2014 \| \| Joma \| \| 2014 \| \| Mgr sport \| \| 2014-presente \| \| Umbro \| |              |                |
| Período | Logo         | Proveedor      |
| 1985-1987 |              | Le Coq Sportif |
| 1987-1991 |              | Adidas         |
| 1992-1995 | Ennerre logo | Ennerre        |
| 1996-1998 |              | Le Coq Sportif |
| 1998-1999 | Puma logo    | Puma           |
| 2000-2001 |              | Meta           |
| 2002 |              | Diadora        |
| 2003-2004 |              | Meta           |
| 2005-2008 |              | Mgr sport      |
| 2008-2011 |              | Kappa          |
| 2012-2013 |              | Mgr sport      |
| 2013-2014 |              | Joma           |
| 2014 |              | Mgr sport      |
| 2014-presente |              | Umbro          |

| Patrocinio principal : \| Período \| Logo \| Patrocinador \| \| ------------------ \| ---- \| --------------------------------- \| \| 1987-1989 \| \| Cymaco \| \| 1990-1993 \| \| OCA \| \| 1996-1998 \| \| Creditel \| \| 1998-2000 \| \| Corona Extra \| \| 2000-2001 \| \| Expreso Ruta 5 \| \| 2002-2003 \| \| Toshiba \| \| 2003 \| \| Bealgio \| \| 2004-2005 \| \| Casino Oceanía \| \| 2006-2013 \| \| Cymaco \| \| 2013-2014 \| \| Cymaco 3M \| \| 2014-2015 \| \| Cymaco Spingol.com (Libertadores) \| \| 2016-2017 presente \| \| CYMACO Microsules (Libertadores) \| \| 2017-2022 \| \| Cymaco \| \| 2023-presente \| \| BYD \| |      |                                   |
| Período | Logo | Patrocinador                      |
| 1987-1989 |      | Cymaco                            |
| 1990-1993 |      | OCA                               |
| 1996-1998 |      | Creditel                          |
| 1998-2000 |      | Corona Extra                      |
| 2000-2001 |      | Expreso Ruta 5                    |
| 2002-2003 |      | Toshiba                           |
| 2003 |      | Bealgio                           |
| 2004-2005 |      | Casino Oceanía                    |
| 2006-2013 |      | Cymaco                            |
| 2013-2014 |      | Cymaco 3M                         |
| 2014-2015 |      | Cymaco Spingol.com (Libertadores) |
| 2016-2017 presente |      | CYMACO Microsules (Libertadores)  |
| 2017-2022 |      | Cymaco                            |
| 2023-presente |      | BYD                               |

| Patrocinador Secundario \| Período \| Logo \| Patrocinador \| \| ------------- \| ----------------------------------------- \| -------------------------------------------- \| \| 2007-2013 \| \| Antel, Ega, Médica Uruguaya Frio Pan Kyocera \| \| 2013-2014 \| \| Antel , Autoventas , Ega, Redpagos \| \| 2014-2018 \| \| Ega Redpagos, Antel , Casa de Galicia \| \| 2018-2021 \| \| Antel, Seguro Americano, Acrimax Pinturas \| \| 2021-presente \| Antel, Seguro Americano, Acrimax Pinturas \| \| |                                           |                                              |
| Período | Logo                                      | Patrocinador                                 |
| 2007-2013 |                                           | Antel, Ega, Médica Uruguaya Frio Pan Kyocera |
| 2013-2014 |                                           | Antel , Autoventas , Ega, Redpagos           |
| 2014-2018 |                                           | Ega Redpagos, Antel , Casa de Galicia        |
| 2018-2021 |                                           | Antel, Seguro Americano, Acrimax Pinturas    |
| 2021-presente | Antel, Seguro Americano, Acrimax Pinturas |                                              |

### Uniforme titular
El uniforme titular de Wanderers se compone de una camiseta blanca con rayas verticales negras, pantalón y medias negras.
La primera camiseta utilizada fue la del Uruguay Athletic. Estas camisetas fueron gentilmente cedidas gracias a las gestiones realizadas por dos exjugadores y fundadores de aquel club, los hermanos Sardeson. Su diseño consistía en una banda horizontal celeste sobre fondo marrón.
Desde 1903, Wanderers compite con una camiseta a rayas blancas y azules, verticales y angostas, pantalón blanco y medias negras con bandas horizontales en color blanco.
Los colores de la camiseta actual, rayas verticales negras gruesas, pantalón negro y medias negras con vivos blancos, son los colores del Club Atlético Estudiantes de Buenos Aires, con quién se realizara una serie de partidos de carácter internacional amistoso a mediados de 1903. En virtud del excelente trato que dispensó al club uruguayo durante su estadía en Buenos Aires, Wanderers resolvió como muestra de gratitud hacia la institución amiga, la adopción de su indumentaria oficial.
Desde 1961 a 1972, utiliza el uniforme tradicional, pero angostando el grosor de las rayas, usando short y medias blancas, con vivos negros. En 1993, se usa una camiseta marca NR de tres rayas gruesas negras que se difuminaban hacia abajo, con la espalda blanca y el número negro. En 1996, se utiliza una diseño de Le Coq Sportif de rayas verticales que se conforman por la leyenda Montevideo Wanderers F.C. Las rayas alternaban entre fondo blanco y negro, mientras que las letras adoptaban el color opuesto al fondo, por lo que a cierta distancia, el diseño remitía a la combinación de colores tradicional.
| 1898-1900 | 1900-1902 | 1903-presente | 2014-2015 | 2016 | 2017 | 2018-2022 |

### Uniforme alternativo
El uniforme alternativo de Wanderers se compone de una camiseta color magenta, y pantalón y medias negras o pantalón y medias blancas.
La primera camiseta alternativa se introdujo en la década de 1930, blanca con una banda horizontal negra al centro.
A principios de 1940 utilizó una casaca verde, para posteriormente adoptar una roja que se mantendría en años posteriores a excepción de la década del ´60, en que utilizó la camiseta verde en aisladas ocasiones. En 1962 aparece la camiseta negra con banda horizontal blanca, que serviría de base a la casaca de 1986, de mangas y banda horizontal blanca sobre fondo negro, utilizada durante la disputa de la Copa Libertadores. Este mismo diseño base fue retomado para diseñar la casaca alternativa de la temporada 2014-2015, de camiseta y pantalón negros, con la adopción de dos pequeñas líneas horizontales celestes sobre la banda blanca.
En la década de 1990, volvió a lucir la alternativa roja. En 1994, adoptó por media temporada una camiseta blanca con pequeños cubos negros, mientras que en el segundo semestre, y a forma de homenaje, la camiseta del Albion (mitad azul, mitad roja), con pantalón y medias negras. En 1999, tras la firma de un convenio con la institución amiga del Uruguay Montevideo, adoptó su camiseta celeste con vivos negros, como alternativa oficial. Para el año 2000, una camiseta negra, con mangas blancas. Desde el año 2001, ha retomado la tradicional camiseta roja como segunda casaca oficial, variando de acuerdo al rival de turno, el uso de un short de color blanco o negro, acorde a la ocasión. En 2010, al conmemorarse los 100 años de la camiseta celeste de la selección uruguaya de fútbol, diseño que fuera propuesto por la institución, se resolvió utilizarla como camiseta alternativa. Se retuvo la camiseta roja como tercera equipación, hasta que en 2013 se la sustituyó por una camiseta negra con pantalón blanco o negro, y medias negras o blancas y negras en anillo. La camiseta celeste se mantiene como indumentaria alternativa desde 2010. Para la temporada 2014-2015, la camiseta celeste incorpora una banda horizontal blanca, con dos pequeñas líneas horizontales negras.en el 2015, el club empieza a vestir umbro y empieza a contar con dos camisetas alternativas, una color magenta y otra color negro con una franja blanca en el medio.
| 1930      | 1940, 1960-1969 | 1940, 1950, 1970, 1990, 2000 | 1986      | 1994      | 1994 | 1999 | 2000 |
| 2014-2015 | 2015-2022       | 2017                         | 2018-2022 | 2018-2022 |      |      |      |

## Instalaciones

### Estadio

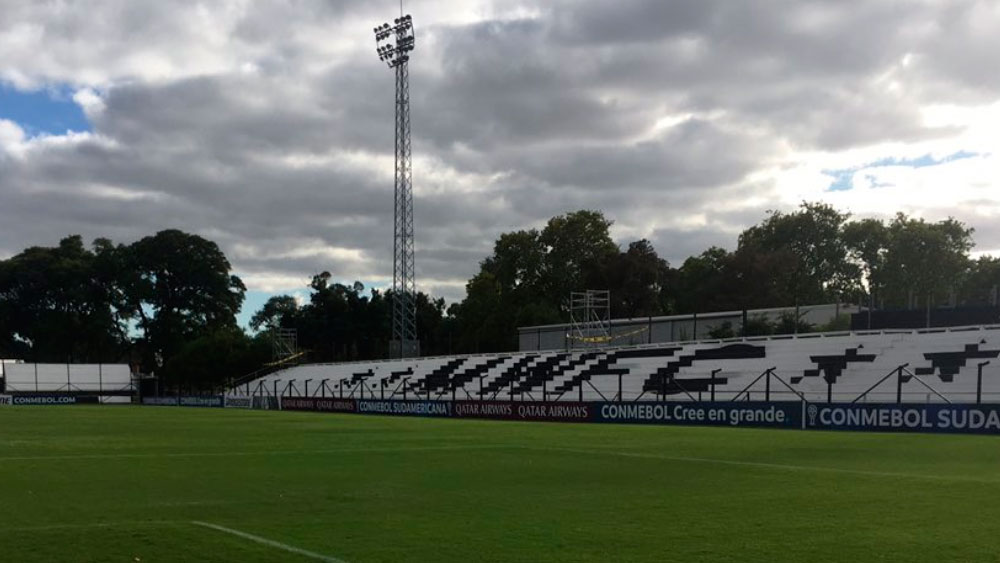

En sus primeros años el Montevideo Wanderers alquila un predio en Millán y Vilardebó que será acondicionado como campo de juego propio hasta 1909. De allí en adelante utiliza el Estadio de Belvedere (actual cancha del Liverpool Fútbol Club) hasta 1933. En ese año se muda a un predio de la Avenida Buschental sin número en donde se erige definitivamente el campo de juego oficial del club, el Estadio Alfredo Víctor Viera.

### Sede social
La primera sede, se encontraba en el café "Momus", de la calle 19 de abril, enfrente de las instalaciones del Albion F.C. Posteriormente, se instaló una oficina en la cancha de Belvedere.
Luego, desde mediados de la década de 1910, se alternó entre una sala en la calle Paysandú, otra en la calle Yí, y otra ubicada en Andes y Colonia. La primera sede formal, se inauguró en 1919, en la calle Uruguay 943, hasta que en 1922, el club se mudó a Rondeau 1391.
Desde 1926 hasta mediados de los ochenta, se utilizó la casa de San Fructuoso 1070, propiedad del presidente Fernández Gastelú, quien finalmente la donó a la institución.
Posteriormente la sede social se ubicó en una vieja casona de principios de siglo pasado comprada a la familia Bordaberry, que se ubicaba en la Avenida Agraciada 2871. Fue adquirida en 1984, utilizando el dinero (150.000 dólares) obtenido por la venta de Luis Alberto Acosta, lo cual debió ser autorizado por una Asamblea de socios. Allí se realizaban parte las reuniones de la comisión directiva, de fútbol y de prensa. En 2017 se vende esa sede y se realiza el nuevo local para la sede y oficinas administrativas en un área del Parque Alfredo Víctor Viera.La segunda sede de San Fructuoso 1070, comprende actualmente un complejo de canchas de pelota, además es donde se encuentra el club de boxeo y el club de ajedrez "Los Bohemios". Esta también funciona como cantina y fue arreglada por un grupo de socios, ya que la misma se encontraba en muy mal estado.

#### La casona del Parque Viera
A pocos metros por detrás de la tribuna Cayetano Saporiti, se encuentra la casona de Lucas Obes 2011, dentro de las instalaciones que limitan con la Rural del Prado, dependientes de la Asociación Rural del Uruguay.
Bajo un acuerdo entre ambas instituciones, el Montevideo Wanderers se hará cargo hasta 2016, del mantenimiento de dicha infraestructura, a cambio de la obtención de un espacio de 400m2, en donde se ubica la actual concentración del equipo de primera división, con comodidades para 30 personas, habitaciones, sala de conferencias, comedor, gimnasio y barbacoa.

### Complejo deportivo Walter Devoto
En el 100.º aniversario del club, se inauguró oficialmente en el norte de Montevideo un complejo deportivo para juveniles, que cuenta con cinco canchas de dimensiones profesionales, que son utilizadas por las divisiones formativas y Wanderers Universitario para la disputa de sus respectivos torneos, sumadas a cuatro canchas más de entrenamiento y un gimnasio. Los vestuarios e instalaciones, son similares a las de cualquier concentración profesional.

## Jugadores

### Plantel 2024
Miguel “Chino” Ximénez, Sergio Rodríguez, y el profesor Federico Blanco

### Divisiones formativas
El Montevideo Wanderers siempre se ha destacado por promover jugadores provenientes de sus divisiones inferiores. En los años ochenta, en un proyecto que comenzó bajo la presidencia de Mateo Giri, se buscó lograr la independencia económica, por medio de las transferencias exitosas al exterior de jugadores formados por el club. Muchos de ellos, han integrado tanto las selecciones juveniles, como la mayor. En los últimos años se han destacado jugadores como Enzo Francescoli, Pablo Bengoechea, Pablo García, Sebastián Eguren, Jorge Martínez, Sergio Blanco, Fernando Muslera, Mathías Corujo, Maximiliano Rodríguez, Guzmán Pereira, Maximiliano Olivera, Lucas Torreira , etc.

### Goleadores históricos
| Pos. | Jugador            | Goles |
| ---- | ------------------ | ----- |
| 1°   | Sergio Blanco      | 124   |
| 2°   | Óscar Chelle       | 104   |
| 3°   | José María Medina  | 100   |
| 4°   | Carlos Bastón      | 90    |
| 5°   | Roberto Figueroa   | 75    |
| 6°   | Norberto Casanello | 67    |

En negrita jugadores en actividad.

### Jugadores destacados
Entre sus figuras más conocidas destacan Rafael de Miquelerena, Miguel Aphesteguy, Martín Aphesteguy, Alfredo Víctor Viera, Norberto Casannello, Luis Denis, José Leandro Andrade, Juan Bautista Bezzuzo, René Borjas, Federico Canfield, Francisco Branda, Felipe Buffoni, Cándido Hernández Bentancor, Cayetano Saporiti (jugador que más partidos oficiales disputó con el club, con un total de 342), Óscar Chelle (goleador histórico del club con 104 goles en 163 partidos disputados), Roberto Carvidón, Roberto Figueroa, Domingo Tejera, Lorenzo Fernández, Agenor Muniz, Zoilo Saldombide, Víctor Homero Guaglianone, Alfredo Ghierra, Ernesto Conti, Julio Toja, Víctor Rodríguez Andrade, Mario Vergara, Aníbal "Maño" Ruíz, Óscar Washington Tabárez, Obdulio Varela, Jorge Barrios, Raúl Esnal, Ariel Krasouski, Celso Otero, Enrique Báez, Jorge Yanes, Walter Pelletti, Marcelo Paredes, Juan Carlos Paz, Julio Acuña, Celso Otero, Enzo Francescoli, Pablo Bengoechea, Héctor Adomaitis, Pablo García, Mauro Camoranesi, Jorge Martínez, Victor Mancinelli, Luis Alberto Acosta, Daniel Carreño, Gonzalo Díaz, Sergio Blanco, Sebastián Eguren, Jonathan Sandoval, Fernando Muslera, Andrés Scotti, Álvaro Fernández, Miguel Ximénez, Mathías Corujo, Guzmán Pereira, Cristian Palacios,  entre muchos otros.[cita requerida]
Campeones de América con la selección uruguaya de fútbol:
- Domingo Tejera (1922)
- René Borjas (1926)
- Cayetano Saporiti
- Nicolás Conti
- Alfredo Zibechi  (1916,1920,1924)
- Agenor Muniz
- Alberto Taboada
- Zoilo Saldombide (1924,1926)
- Ladislao Pérez
- Obdulio Varela (1942)
- Héctor Magliano
- Víctor Guaglianone
- Jorge Barrios (1983)
- Ariel Esnal
- Gonzalo Díaz
- Luis Alberto Acosta
- José Enrique Peña (1987)
- Pablo Bengoechea (1987, 1995)
- Enzo Francescoli (1983,1987,1995)
- Fernando Muslera (2011)

Campeones olímpicos y mundiales con la selección uruguaya de fútbol:
- Zoilo Saldombide
- René Borjas
- Domingo Tejera
- Roberto Figueroa

Campeones mundiales con otras selecciones
 Mauro Camoranesi

### Jugadores internacionales
Nota: en negrita jugadores parte de la última convocatoria en la correspondiente categoría.
| Selección | Categoría | # | Jugador(es)              |
| --------- | --------- | - | ------------------------ |
| Uruguay   | Absoluta  | 1 | Ignacio González.        |
| Uruguay   | Sub-20    | 1 | Ignacio De Arruabarrena. |

## Entrenadores

### Cargos Ejecutivos
- Presidente de Fútbol  Fernando Nopitsch
- Presidente de Divisiones Formativas  Jorge Cruces y Gabriel Blanco
- Presidente de Fútbol Femenino  Tabare Ribas

### Equipo técnico Apertura 2023
- Director técnico  Sergio Rubén Blanco
- Ayudante de Campo  Diego Rodríguez Frache
- Ayudante de Campo  Marcelo Banuchi
- Preparador Físico  Leandro Ezquerra
- Entrenador de Arqueros  Victor Guala
- Médico  Nicolás Arrieta
- Kinesiólogos  Juan Zaragoza -  Sebastián Guzmán
- Equipier:  Leonardo Gallardo
- Gerente Deportivo  Mauricio Nanni
- Gerente General  Sebastián García
- Coordinador deportivo DD.JJ  Santiago Ostolaza
- Coordinador deportivo Fútbol Femenino  Natalia Costa
- Parque Viera:  Ivonne Gallardo -  Walter Olivera
- Médico Inferiores  Nicolás Arrieta
- Fisioterapeutas  Juan Zaragoza -  Federico Fagúndez
- Psicólogo Especializado en Psicología del deporte  Pablo Ferreira

## Presidentes
| - 1902-1903: Juan Sardeson - 1904-1904: Horacio Trápani - 1905-1905: Enrique Sardeson - 1906-1907: Miguel Aphesteguy - 1908-1908: Américo Pedragosa Sierra - 1909-1910: Alfredo Le Blas - 1911-1911: Américo Pedragosa Sierra - 1912-1912: Héctor Ortiz Garzón - 1913-1914: Alfredo Víctor Viera - 1915-1919: Héctor Rivadavia Gómez - 1920-1922: Abel Zamora - 1923-1923: Héctor Rivadavia Gómez - 1924-1925: Jaime Calafat - 1926-1930: Alfredo Víctor Viera - 1931-1932: Luis Fernández Gastelú - 1933-1935: Carlos Bastos - 1936-1938: Juan Ferrando - 1939-1940: Juan Ponce de León - 1941-1941: Luis Castagnola - 1942-1943: Luis Fernández Gastelú - 1944-1945: Alberto Belbussi - 1946-1946: Rodolfo Viera - 1947-1948: Eduardo Cuneo - 1949-1950: Esteban Bacigalupi - 1951-1952: Luis Fernández Gastelú - 1953-1953: Fernando Fariña - 1954-1960: Luis Alberto Castagnola - 1961-1964: Walter Lanfranco |  | - 1965-1965: Nicolás Algorta - 1966-1966: Ulises Morassi - 1967-1968: Raúl Ponce de León - 1969-1970: Hugo Castagnola - 1971-1984: Mateo Giri - 1985-1986: Héctor Pirez - 1987-1988: Ramón Méndez - 1989-1990: Walter Lanfranco - 1991-1994: Hugo Castagnola - 1995-1996: Alberto Rey - 1997-1998: Carlos Maresca - 1999-2006: Walter Devoto - 2007-2008: Álvaro Ezcurra - 2008-2011: Guillermo Raggio - 2011-2014: Raúl Aguerrebere - 2014-2016: Fernando Nopitsch - 2016-2018: Jorge Nin Bastón - 2018-2022: Gabriel ·Tato· Blanco - 2022-2024: Fernando Nopitsch - 2024-Act.: Germán Barcala |

## Palmarés

### Títulos oficiales
Nota: en negrita competiciones vigentes en la actualidad.

#### Torneos nacionales (21)
| Competición nacional                     | Títulos                       | Subtítulos    |
| ---------------------------------------- | ----------------------------- | ------------- |
| Primera División de Uruguay (3)          | 1906, 1909 y 1931             | 2013-14, 2016 |
| Torneo Apertura y Torneo Clausura (1)    | 2014 A                        |               |
| Torneo Intermedio (0)                    |                               | 2020          |
| Supercopa Uruguaya                       |                               | 2021          |
| Segunda División (4):                    | 1952, 1962, 1972 y 2000       |               |
| Liguilla Pre-Libertadores de América (2) | 1987, 2001                    |               |
| Copa de Honor (2)                        | 1908, 1910                    |               |
| Copa Competencia (5)                     | 1906, 1908, 1911, 1917 y 1918 |               |
| Torneo Competencia (2)                   | 1987, 1990                    |               |
| Torneo de Honor (1)                      | 1937                          |               |
| Campeonato 75 aniversario C.N.E.F (1)    | 1986                          |               |

#### Torneos internacionales oficiales AFA y AUF (4)
| Competición Internacional   | Títulos           | Subtítulos |
| --------------------------- | ----------------- | ---------- |
| Copa de Honor Cousenier (1) | 1908              |            |
| Cup Tie Competition (3)     | 1911, 1917 y 1918 | 1908       |

### Torneos nacionales amistosos
- Copa Montevideana (3): 1980, 1981 y 1985
- Campeonato Integración Montevideo-Interior (1): 1977[4]
- Copa Montevideo (1): 1981[5]
- Copa Gonzalo Madrid (Serie Río de la Plata): 2023

### Torneos internacionales amistosos
- Trofeo Ciudad de Córdoba (1): 1987
- Torneo Ciudad de Santa Cruz de Tenerife (1): 1989
- Copa Hermandad (1): 2008[6]
- Villareal Cup (1): 2009

## Datos estadísticos
Datos actualizados para la temporada 2024 inclusive
- Temporadas en Primera División: 108 (1903-1951 / 1953-1961 / 1963-1966 / 1973-1998 / 2001-presente)
  - Participaciones consecutivas desde 2001: 25
  - Mejor puesto en Primera División: Campeón (3 veces)
- 'Temporadas' en Segunda División: 10 (1952 / 1962 / 1967-1972 / 1999-2000)
- Mayor goleada conseguida:
  - Era amateur: 13:0 a French en 1908 (mayor goleada a favor en la historia del fútbol uruguayo).
  - Era profesional: 7:1 a Cerro Largo en 2009-10
- Participaciones en la Liguilla Pre-Libertadores de América: 19[8]

### Participaciones locales
- Copa Uruguaya: 111
- Copa de Honor Uruguaya: 16
- Copa Competencia Uruguaya: 16
- Copa Artigas: 2
- Copa José Pedro Varela (1911): 1
- Copa Albion: 4
- Copa Leõn Peyrou: 4
- Copa José Serrato: 3
- Campeonato Especial Consejo Provisorio: 1
- Campeonato Especial (1929): 1
- Torneo Competencia: 29
- Torneo de Honor (el disputado de forma independiente): 5
- Campeonato de la Segunda División: 10
- Campeonato Nacional Gral. Artigas: 2
- Torneo Cuadrangular: 2
- Liga Mayor: 4
- Liguilla Pre-Libertadores: 19
- Torneo Integración: 2
- Torneo Nacional (1996): 1
- Torneo Intermedio: 6
- Supercopa Uruguaya: 1
- Campeonatos Especiales: 12
- Copa A.U.F. Uruguay: 2

### Estadísticas en Copa Uruguaya
Por Temporada
[cita requerida]
| Edición                     | PJ   | PG  | PE  | PP  | GF   | GC   | Puntos | Títulos | Posición      |
| --------------------------- | ---- | --- | --- | --- | ---- | ---- | ------ | ------- | ------------- |
| Copa Uruguaya 1903          | 12   | 5   | 2   | 5   | 20   | 21   | 12     |         | cuarto        |
| Copa Uruguaya 1905          | 8    | 3   | 1   | 4   | 7    | 9    | 7      |         | tercero       |
| Copa Uruguaya 1906          | 10   | 9   | 1   | 0   | 17   | 5    | 19     | 1       | CAMPEÓN       |
| Copa Uruguaya 1907          | 10   | 5   | 5   | 0   | 25   | 5    | 15     |         | vicecampeón   |
| Copa Uruguaya 1908          | 18   | 12  | 0   | 6   | 38   | 12   | 24     |         | vicecampeón   |
| Copa Uruguaya 1909          | 20   | 17  | 1   | 2   | 46   | 10   | 35     | 1       | CAMPEÓN       |
| Copa Uruguaya 1910          | 16   | 9   | 2   | 5   | 24   | 15   | 20     |         | cuarto        |
| Copa Uruguaya 1911          | 14   | 6   | 4   | 4   | 28   | 17   | 16     |         | vicecampeón   |
| Copa Uruguaya 1912          | 14   | 7   | 4   | 3   | 21   | 14   | 18     |         | tercero       |
| Copa Uruguaya 1913          | 14   | 7   | 0   | 7   | 13   | 16   | 14     |         | quinto        |
| Copa Uruguaya 1914          | 14   | 5   | 2   | 7   | 19   | 20   | 12     |         | quinto        |
| Copa Uruguaya 1915          | 18   | 7   | 5   | 6   | 19   | 23   | 19     |         | quinto        |
| Copa Uruguaya 1916          | 16   | 7   | 3   | 6   | 14   | 20   | 17     |         | tercero       |
| Copa Uruguaya 1917          | 18   | 6   | 6   | 6   | 14   | 16   | 18     |         | cuarto        |
| Copa Uruguaya 1918          | 18   | 10  | 2   | 6   | 27   | 17   | 22     |         | quinto        |
| Copa Uruguaya 1919          | 18   | 10  | 2   | 6   | 24   | 14   | 22     |         | cuarto        |
| Copa Uruguaya 1920          | 22   | 10  | 3   | 9   | 31   | 21   | 23     |         | quinto        |
| Copa Uruguaya 1921          | 22   | 11  | 8   | 3   | 26   | 11   | 30     |         | cuarto        |
| Copa Uruguaya 1922          | 22   | 14  | 7   | 1   | 31   | 8    | 35     |         | vicecampeón   |
| Copa Uruguaya 1923          | 22   | 4   | 8   | 10  | 17   | 24   | 16     |         | noveno        |
| Copa Uruguaya 1924          | 22   | 8   | 8   | 6   | 28   | 17   | 24     |         | sexto         |
| Copa Uruguaya 1925          | 13   | 2   | 7   | 4   | 13   | 21   | 11     |         | suspendido    |
| Copa Uruguaya 1927          | 38   | 21  | 7   | 10  | 66   | 36   | 49     |         | cuarto        |
| Copa Uruguaya 1928          | 30   | 10  | 10  | 10  | 26   | 28   | 30     |         | decimoprimero |
| Copa Uruguaya 1929          | 26   | 9   | 11  | 6   | 35   | 25   | 29     |         | sexto         |
| Copa Uruguaya 1931          | 22   | 17  | 5   | 0   | 45   | 10   | 39     | 1       | CAMPEÓN       |
| Copa Uruguaya 1932          | 27   | 12  | 6   | 9   | 33   | 31   | 30     |         | quinto        |
| Copa Uruguaya 1933          | 27   | 11  | 9   | 7   | 39   | 36   | 31     |         | cuarto        |
| Copa Uruguaya 1934          | 27   | 14  | 7   | 6   | 46   | 27   | 35     |         | tercero       |
| Copa Uruguaya 1935          | 18   | 10  | 5   | 3   | 30   | 20   | 25     |         | tercero       |
| Copa Uruguaya 1936          | 18   | 8   | 3   | 7   | 32   | 27   | 19     |         | quinto        |
| Copa Uruguaya 1937          | 18   | 9   | 3   | 6   | 33   | 22   | 21     |         | tercero       |
| Copa Uruguaya 1938          | 20   | 9   | 4   | 7   | 35   | 27   | 22     |         | cuarto        |
| Copa Uruguaya 1939          | 20   | 7   | 8   | 5   | 33   | 28   | 22     |         | tercero       |
| Copa Uruguaya 1940          | 20   | 10  | 4   | 6   | 47   | 22   | 24     |         | tercero       |
| Copa Uruguaya 1941          | 20   | 5   | 4   | 11  | 37   | 37   | 14     |         | noveno        |
| Copa Uruguaya 1942          | 18   | 8   | 6   | 4   | 24   | 21   | 22     |         | tercero       |
| Copa Uruguaya 1943          | 18   | 6   | 4   | 8   | 28   | 35   | 16     |         | quinto        |
| Copa Uruguaya 1944          | 18   | 7   | 5   | 6   | 32   | 31   | 19     |         | cuarto        |
| Copa Uruguaya 1945          | 18   | 2   | 4   | 12  | 16   | 40   | 8      |         | noveno        |
| Copa Uruguaya 1946          | 18   | 5   | 3   | 10  | 27   | 43   | 13     |         | noveno        |
| Copa Uruguaya 1947          | 18   | 4   | 5   | 9   | 24   | 36   | 13     |         | noveno        |
| Copa Uruguaya 1948          | 10   | 2   | 2   | 6   | 17   | 25   | 6      |         | no culminó    |
| Copa Uruguaya 1949          | 18   | 4   | 5   | 9   | 25   | 38   | 13     |         | séptimo       |
| Copa Uruguaya 1950          | 21   | 3   | 6   | 12  | 29   | 44   | 12     |         | noveno        |
| Copa Uruguaya 1951          | 18   | 4   | 3   | 11  | 24   | 39   | 11     |         | décimo        |
| Copa Uruguaya 1953          | 18   | 5   | 5   | 8   | 26   | 35   | 15     |         | octavo        |
| Copa Uruguaya 1954          | 18   | 2   | 6   | 10  | 17   | 29   | 10     |         | noveno        |
| Copa Uruguaya 1955          | 18   | 5   | 6   | 7   | 21   | 24   | 16     |         | séptimo       |
| Copa Uruguaya 1956          | 18   | 3   | 9   | 6   | 16   | 23   | 15     |         | quinto        |
| Copa Uruguaya 1957          | 18   | 5   | 6   | 7   | 23   | 24   | 16     |         | séptimo       |
| Copa Uruguaya 1958          | 18   | 5   | 8   | 5   | 26   | 28   | 18     |         | quinto        |
| Copa Uruguaya 1959          | 18   | 8   | 2   | 8   | 32   | 40   | 18     |         | quinto        |
| Copa Uruguaya 1960          | 18   | 5   | 5   | 8   | 19   | 26   | 15     |         | octavo        |
| Copa Uruguaya 1961          | 20   | 3   | 6   | 11  | 25   | 42   | 12     |         | noveno        |
| Copa Uruguaya 1963          | 18   | 8   | 5   | 5   | 24   | 20   | 21     |         | tercero       |
| Copa Uruguaya 1964          | 18   | 7   | 7   | 4   | 26   | 22   | 21     |         | cuarto        |
| Copa Uruguaya 1965          | 18   | 2   | 3   | 13  | 16   | 36   | 7      |         | noveno        |
| Copa Uruguaya 1966          | 18   | 5   | 3   | 10  | 18   | 29   | 13     |         | séptimo       |
| Copa Uruguaya 1973          | 22   | 4   | 13  | 5   | 16   | 15   | 21     |         | octavo        |
| Copa Uruguaya 1974          | 22   | 5   | 8   | 9   | 21   | 25   | 18     |         | séptimo       |
| Copa Uruguaya 1975          | 22   | 7   | 5   | 10  | 30   | 30   | 19     |         | octavo        |
| Copa Uruguaya 1976          | 22   | 7   | 7   | 8   | 29   | 30   | 21     |         | sexto         |
| Copa Uruguaya 1977          | 22   | 6   | 8   | 8   | 24   | 30   | 20     |         | séptimo       |
| Copa Uruguaya 1978          | 22   | 8   | 4   | 10  | 29   | 25   | 20     |         | quinto        |
| Copa Uruguaya 1979          | 24   | 7   | 8   | 9   | 25   | 28   | 22     |         | séptimo       |
| Copa Uruguaya 1980          | 26   | 13  | 9   | 4   | 36   | 16   | 35     |         | vicecampeón   |
| Copa Uruguaya 1981          | 28   | 11  | 13  | 4   | 37   | 27   | 35     |         | tercero       |
| Copa Uruguaya 1982          | 26   | 8   | 12  | 6   | 31   | 30   | 28     |         | quinto        |
| Copa Uruguaya 1983          | 24   | 7   | 11  | 6   | 28   | 27   | 25     |         | quinto        |
| Copa Uruguaya 1984          | 24   | 10  | 6   | 8   | 37   | 30   | 26     |         | sexto         |
| Copa Uruguaya 1985          | 24   | 9   | 10  | 5   | 26   | 16   | 28     |         | vicecampeón   |
| Copa Uruguaya 1986          | 24   | 7   | 12  | 5   | 32   | 22   | 26     |         | cuarto        |
| Copa Uruguaya 1987          | 24   | 10  | 7   | 7   | 35   | 30   | 27     |         | quinto        |
| Copa Uruguaya 1988          | 24   | 6   | 12  | 6   | 25   | 26   | 24     |         | sexto         |
| Copa Uruguaya 1989          | 12   | 5   | 3   | 4   | 14   | 16   | 13     |         | octavo        |
| Copa Uruguaya 1990          | 26   | 8   | 7   | 11  | 25   | 24   | 23     |         | décimo        |
| Copa Uruguaya 1991          | 26   | 10  | 12  | 4   | 29   | 21   | 32     |         | tercero       |
| Copa Uruguaya 1992          | 24   | 7   | 10  | 7   | 21   | 22   | 24     |         | séptimo       |
| Copa Uruguaya 1993          | 24   | 7   | 8   | 9   | 23   | 25   | 22     |         | séptimo       |
| Copa Uruguaya 1994          | 24   | 11  | 6   | 7   | 36   | 32   | 28     |         | quinto        |
| Copa Uruguaya 1995          | 24   | 9   | 4   | 11  | 24   | 32   | 31     |         | sexto         |
| Copa Uruguaya 1996          | 22   | 6   | 6   | 10  | 17   | 31   | 24     |         | séptimo       |
| Copa Uruguaya 1997          | 22   | 6   | 7   | 9   | 21   | 26   | 25     |         | séptimo       |
| Copa Uruguaya 1998          | 22   | 3   | 8   | 11  | 25   | 39   | 17     |         | duodécimo     |
| Copa Uruguaya 2001          | 35   | 15  | 11  | 9   | 53   | 41   | 56     |         | quinto        |
| Copa Uruguaya 2002          | 35   | 11  | 10  | 14  | 40   | 47   | 43     |         | octavo        |
| Copa Uruguaya 2003          | 34   | 14  | 10  | 10  | 59   | 52   | 52     |         | octavo        |
| Copa Uruguaya 2004          | 35   | 10  | 11  | 14  | 28   | 40   | 41     |         | séptimo       |
| Copa Uruguaya Especial 2005 | 17   | 6   | 5   | 6   | 30   | 33   | 23     |         | noveno        |
| Copa Uruguaya 2005-06       | 33   | 8   | 12  | 13  | 45   | 51   | 36     |         | décimo        |
| Copa Uruguaya 2006-07       | 30   | 16  | 5   | 9   | 53   | 39   | 53     |         | cuarto        |
| Copa Uruguaya 2007-08       | 30   | 13  | 5   | 12  | 44   | 51   | 44     |         | séptimo       |
| Copa Uruguaya 2008-09       | 29   | 10  | 5   | 14  | 42   | 42   | 35     |         | noveno        |
| Copa Uruguaya 2009-10       | 30   | 11  | 8   | 11  | 49   | 39   | 41     |         | séptimo       |
| Copa Uruguaya 2010-11       | 30   | 10  | 11  | 9   | 44   | 33   | 41     |         | séptimo       |
| Copa Uruguaya 2011-12       | 30   | 12  | 5   | 13  | 49   | 50   | 41     |         | octavo        |
| Copa Uruguaya 2012-13       | 30   | 11  | 7   | 12  | 41   | 38   | 40     |         | sexto         |
| Copa Uruguaya 2013-14       | 33   | 18  | 9   | 6   | 63   | 41   | 63     |         | vicecampeón   |
| Copa Uruguaya 2014-15       | 30   | 10  | 4   | 16  | 40   | 39   | 34     |         | decimoprimero |
| Copa Uruguaya 2015-16       | 30   | 13  | 9   | 8   | 53   | 37   | 48     |         | quinto        |
| Copa Uruguaya Especial 2016 | 15   | 8   | 5   | 2   | 22   | 14   | 29     |         | vicecampeón   |
| Copa Uruguaya 2017          | 37   | 16  | 7   | 14  | 56   | 53   | 55     |         | cuarto        |
| Copa Uruguaya 2018          | 37   | 16  | 7   | 14  | 48   | 50   | 55     |         | sexto         |
| Copa Uruguaya 2019          | 37   | 12  | 10  | 15  | 50   | 56   | 46     |         | décimo        |
| Copa Uruguaya 2020          | 38   | 13  | 14  | 11  | 53   | 53   | 53     |         | quinto        |
| Copa Uruguaya 2021          | 30   | 13  | 5   | 12  | 35   | 34   | 44     |         | sexto         |
| Copa Uruguaya 2022          | 37   | 13  | 12  | 12  | 39   | 37   | 51     |         | Noveno        |
| Copa Uruguaya 2023          | 37   | 13  | 11  | 13  | 39   | 39   | 50     |         | Quinto        |
| Total 111 Participaciones   | 2486 | 934 | 699 | 853 | 3380 | 3141 | 2883   | 3       | -             |

Se han hecho algunas correcciones debido a que las tablas que normalmente circulan de la copa uruguaya basadas en un trabajo por los 100 años de la A.U.F. , están plagadas de errores. Los datos proporcionados por la web del club son correctos (salvo por algún error) y fueron cotejados con diversas fuentes. Se agregan los números del intermedio que guste o no forman parte de la copa uruguaya.

#### Historiales en Copa Uruguaya
[cita requerida]
| Rival                  | PJ   | PG  | PE  | PP  | GF   | GC   | Saldo | Mejor Resultado      |
| ---------------------- | ---- | --- | --- | --- | ---- | ---- | ----- | -------------------- |
| Albion                 | 9    | 5   | 4   | 0   | 29   | 5    | 24    | 11-1 (1903)          |
| Atenas San Carlos      | 6    | 1   | 2   | 3   | 6    | 7    | -1    | 2-0 (2009-10)        |
| Basañez                | 4    | 2   | 1   | 1   | 6    | 4    | 2     | 3-1 (1994)           |
| Belgrano               | 17   | 8   | 7   | 2   | 28   | 9    | 19    | 5-0 (1920)           |
| Bella Vista            | 102  | 45  | 28  | 29  | 158  | 116  | 42    | 5-0 (1934)           |
| Boston River           | 16   | 10  | 3   | 3   | 26   | 17   | 9     | 3-1 (2018,2019,2021) |
| Bristol                | 14   | 12  | 2   | 0   | 32   | 4    | 28    | 10-1 (1911)          |
| Capurro                | 9    | 4   | 1   | 4   | 18   | 12   | 6     | 4-0 (1927)           |
| Central                | 125  | 59  | 26  | 40  | 192  | 141  | 51    | 5-0 (1937)           |
| Cerrito                | 16   | 11  | 2   | 3   | 26   | 18   | 8     | 3-1 (2011-12)        |
| Cerro                  | 131  | 38  | 41  | 52  | 179  | 180  | -1    | 5-0 (1929)           |
| Cerro Largo            | 22   | 12  | 6   | 4   | 34   | 19   | 15    | 7-1 (2009-10)        |
| Charley                | 16   | 11  | 1   | 4   | 29   | 8    | 21    | 5-0 (1918)           |
| Colón F.C.             | 8    | 5   | 3   | 0   | 14   | 4    | 10    | 3-0 (1909)           |
| Danubio                | 135  | 40  | 46  | 49  | 148  | 166  | -18   | 4-0 (1986)           |
| Defensor               | 177  | 50  | 65  | 62  | 222  | 246  | -24   | 5-0 (1940,1990)      |
| Deportivo Colonia      | 6    | 2   | 2   | 2   | 8    | 7    | 1     | 4-1 (2003)           |
| Deportivo Maldonado    | 16   | 5   | 4   | 7   | 15   | 20   | -5    | 5-3 (2003)           |
| Dublín                 | 26   | 18  | 3   | 5   | 48   | 18   | 30    | 7-0 (1909)           |
| El Tanque Sisley       | 18   | 8   | 5   | 5   | 26   | 16   | 10    | 5-0 (2013-14)        |
| Fénix                  | 86   | 19  | 37  | 30  | 112  | 130  | -18   | 3-0 (1961,1980)      |
| French                 | 6    | 6   | 0   | 0   | 24   | 2    | 22    | 13-0 (1908)          |
| Huracán Buceo          | 46   | 17  | 15  | 14  | 64   | 53   | 11    | 4-1 (1976)           |
| Independencia          | 4    | 3   | 1   | 0   | 14   | 4    | 10    | 5-1 (1914)           |
| Intrépido              | 6    | 6   | 0   | 0   | 25   | 1    | 24    | 12-1 (1907)          |
| Juventud LP            | 24   | 12  | 8   | 4   | 42   | 28   | 14    | 5-2 (2017)           |
| La Luz F.C.            | 3    | 2   | 0   | 1   | 6    | 4    | 2     | 3-1 (2023)           |
| Libertad               | 4    | 3   | 1   | 0   | 9    | 2    | 7     | 4-1 (1911)           |
| Lito                   | 15   | 4   | 7   | 4   | 18   | 14   | 4     | 5-0 (1926)           |
| Liverpool              | 150  | 65  | 43  | 42  | 233  | 165  | 68    | 5-0 (1938,1940)      |
| Miramar Misiones       | 50   | 25  | 15  | 10  | 79   | 47   | 32    | 5-0 (2013-14)        |
| Montevideo             | 12   | 7   | 3   | 2   | 20   | 11   | 9     | 3-0 (1903)           |
| Montevideo City Torque | 13   | 6   | 2   | 5   | 15   | 19   | -4    | 2-1 (2018,2020)      |
| Nacional               | 224  | 39  | 48  | 137 | 210  | 415  | -205  | 5-1 (1979)           |
| Nacional B             | 2    | 2   | 0   | 0   | 4    | 0    | 4     | 4-0 (1906)           |
| Olimpia                | 8    | 4   | 4   | 0   | 17   | 7    | 10    | 6-1 (1931)           |
| Oriental               | 2    | 2   | 0   | 0   | 3    | 0    | 3     | 3-0 (1909)           |
| Paysandú Bella Vista   | 4    | 3   | 0   | 1   | 6    | 4    | 2     | 3-0 (2001)           |
| Paysandú F.C.          | 2    | 0   | 1   | 1   | 2    | 4    | -2    | 2-2 (2005)           |
| Peñarol                | 218  | 41  | 67  | 110 | 208  | 364  | -156  | 5-1 (2005-06)        |
| Plaza Colonia          | 27   | 9   | 9   | 9   | 30   | 31   | -1    | 3-1 (2017)           |
| Progreso               | 49   | 27  | 9   | 13  | 77   | 50   | 27    | 4-0 (1994,2012-13)   |
| Racing                 | 98   | 44  | 24  | 30  | 165  | 123  | 42    | 6-1 (1940)           |
| Rampla Juniors         | 136  | 51  | 36  | 49  | 188  | 194  | -6    | 4-0 (1997)           |
| Reformers              | 18   | 11  | 5   | 2   | 19   | 9    | 10    | 2-0 (1913)           |
| Rentistas              | 52   | 28  | 13  | 11  | 71   | 48   | 23    | 4-1 (2006-07)        |
| C.A. River Plate       | 135  | 39  | 49  | 47  | 176  | 192  | -16   | 5-0 (2018)           |
| River Plate F.C.       | 28   | 10  | 5   | 13  | 20   | 31   | -11   | 4-1 (1918)           |
| Rocha F.C.             | 7    | 3   | 2   | 2   | 12   | 9    | 3     | 5-1 (2001)           |
| Rosarino Central       | 2    | 2   | 0   | 0   | 2    | 0    | 2     | 1-0 (1927)           |
| Solferino              | 2    | 1   | 0   | 1   | 5    | 1    | 4     | 5-0 (1927)           |
| Sud América            | 91   | 48  | 21  | 22  | 127  | 86   | 41    | 4-0 (1934,1936,1940) |
| Tacuarembó F.C.        | 22   | 13  | 5   | 4   | 32   | 17   | 15    | 4-1 (2014-15)        |
| Triunfo                | 2    | 2   | 0   | 0   | 2    | 0    | 2     | 2-0 (1903)           |
| Universal              | 32   | 18  | 6   | 8   | 48   | 27   | 21    | 5-0 (1924)           |
| Uruguay Athletic       | 2    | 1   | 1   | 0   | 2    | 1    | 1     | 1-0 (1903)           |
| Uruguay Onward         | 18   | 9   | 5   | 4   | 25   | 14   | 11    | 3-0 (1923)           |
| Villa Española         | 11   | 5   | 5   | 1   | 19   | 12   | 7     | 3-0 (2021)           |
| Villa Teresa           | 2    | 1   | 0   | 1   | 5    | 5    | 0     | 3-2 (2015-16)        |
| Total                  | 2486 | 934 | 699 | 853 | 3380 | 3141 | +239  | 13-0 French (1908)   |

### Estadísticas en Copa Competencia
[cita requerida]
| Edición               | PJ | PG | PE | PP | GF | GC | Puntos | Títulos | Posición                        |
| --------------------- | -- | -- | -- | -- | -- | -- | ------ | ------- | ------------------------------- |
| Copa Competencia 1907 | 2  | 1  | 0  | 1  | ?  | ?  | 2      |         | Vicecampeón                     |
| Copa Competencia 1908 | 3  | 3  | 0  | 0  | 7  | 2  | 6      | 1       | CAMPEÓN                         |
| Copa Competencia 1909 | 3  | 2  | 0  | 1  | 5  | 2  | 4      |         | Semifinal                       |
| Copa Competencia 1910 | 3  | 2  | 0  | 1  | 3  | 2  | 4      |         | Vicecampeón                     |
| Copa Competencia 1911 | 5  | 3  | 2  | 0  | 10 | 5  | 8      | 1       | CAMPEÓN                         |
| Copa Competencia 1912 | 1  | 0  | 0  | 1  | 0  | 1  | 0      |         | Cuartos de final                |
| Copa Competencia 1913 | 3  | 2  | 0  | 1  | 5  | 3  | 4      |         | Vicecampeón                     |
| Copa Competencia 1914 | 1  | 0  | 0  | 1  | 0  | 1  | 0      |         | Primera ronda                   |
| Copa Competencia 1915 | 2  | 1  | 0  | 1  | 1  | 1  | 2      |         | Semifinal                       |
| Copa Competencia 1916 | 2  | 1  | 0  | 1  | 3  | 3  | 2      |         | Semifinal                       |
| Copa Competencia 1917 | 3  | 3  | 0  | 0  | 4  | 1  | 6      | 1       | CAMPEÓN                         |
| Copa Competencia 1918 | 4  | 4  | 0  | 0  | 13 | 3  | 8      | 1       | CAMPEÓN                         |
| Copa Competencia 1919 | 1  | 0  | 0  | 1  | 1  | 2  | 0      |         | Primera ronda                   |
| Copa Competencia 1921 | 1  | 0  | 0  | 1  | 1  | 3  | 0      |         | Primera ronda                   |
| Copa Competencia 1923 | 2  | 1  | 0  | 1  | 2  | 1  | 2      |         | Cuartos de final                |
| Copa Competencia 1925 | ?  | ?  | ?  | ?  | ?  | ?  | ?      |         | Suspendida por el laudo Serrato |
| Total                 | 36 | 23 | 2  | 11 | 55 | 30 | 46     | 4       |                                 |

El Montevideo Wanderers ganó la llave uruguaya de la Copa Argentina en 1906, luego empezaron a disputarse zona uruguaya y argentina por separado En la edición de 1907  falta el score de uno de los 2 partidos.  Faltan datos de los partidos de 1925, de todas formas la competencia no culminó.

### Resultados del Montevideo Wanderers en la Copa Competencia
[cita requerida]
| Todos los partidos disputados | Todos los partidos disputados | Todos los partidos disputados | Todos los partidos disputados | Todos los partidos disputados | Todos los partidos disputados | Todos los partidos disputados |
| Edición                       | Fecha                         | Equipo                        | Score                         | Equipo                        | Ronda                         | Cancha                        |
| ----------------------------- | ----------------------------- | ----------------------------- | ----------------------------- | ----------------------------- | ----------------------------- | ----------------------------- |
| 1907                          | --/--                         | Montevideo Wanderers          | G-P                           | C.A. Montevideo               | Primera Ronda                 | -----                         |
| 1907                          | 04/08                         | C.U.R.C.C.                    | 3-1                           | Montevideo Wanderers          | FINAL                         | Parque Central                |
| 1908                          | 29/06                         | Montevdeo Wanderers           | 4-1                           | C.A. Montevideo               | Ronda Preliminar              | Parque Central                |
| 1908                          | 02/08                         | Montevideo Wanderers          | 2-1                           | C.U.R.C.C.                    | Semifinal                     | Parque Central                |
| 1908                          | 23/08                         | Montevideo Wanderers          | 1-0                           | Nacional                      | FINAL                         | Parque Central                |
| 1909                          | 04/07                         | Montevideo Wanderers          | 2-0                           | Dublín                        | Ronda Preliminar              | Belvedere                     |
| 1909                          | 18/07                         | Montevideo Wanderers          | 2-0                           | Nacional                      | Primera Ronda                 | Villa Peñarol                 |
| 1909                          | 01/08                         | C.U.R.C.C.                    | 2-1                           | Montevideo Wanderers          | Semifinal                     | Parque Central                |
| 1910                          | 19/06                         | Montevideo Wanderers          | 1-0                           | River Plate Football Club     | Ronda Preliminar              | Villa Peñarol                 |
| 1910                          | 26/06                         | Montevideo Wanderers          | 2-1                           | Bristol                       | Primera Ronda                 | Belvedere                     |
| 1910                          | 10/07                         | C.U.R.C.C.                    | 1-0                           | Montevideo Wanderers          | FINAL                         | Parque Central                |
| 1911                          | 13/08                         | Montevideo Wanderers          | 1-1                           | Libertad                      | Primera Ronda                 | -----                         |
| 1911                          | 20/08                         | Montevideo Wanderers          | 5-2                           | Libertad                      | Primera Ronda/Desempate       | Belvedere                     |
| 1911                          | 25/08                         | Montevideo Wanderers          | 0-0                           | Bristol                       | Semifinal                     | Punta Carretas                |
| 1911                          | 27/08                         | Montevideo Wanderers          | 2-1                           | Bristol                       | Semifinal/Desempate           | Punta Carretas                |
| 1911                          | 03/09                         | Montevideo Wanderers          | 2-1                           | River Plate Football Club     | FINAL                         | Parque Central                |
| 1912                          | 29/06                         | C.U.R.C.C.                    | 1-0                           | Montevideo Wanderers          | Primera Ronda                 | Parque Central                |
| 1913                          | 22/06                         | Montevideo wanderers          | 1-0                           | Central                       | Primera Ronda                 | Capurro                       |
| 1913                          | 29/06                         | Montevideo Wanderers          | 4-0                           | Universal                     | Semifinal                     | Parque Central                |
| 1913                          | 12/10                         | Nacional                      | 3-0                           | Montevideo Wanderers          | FINAL                         | Parque Central                |
| 1914                          | 28/06                         | Independencia                 | 1-0                           | Montevideo Wanderers          | Primera Ronda                 | Parque Lugano                 |
| 1915                          | 20/06                         | Montevideo Wanderers          | 1-0                           | Independencia                 | Ronda Preliminar              | Belvedere                     |
| 1915                          | 29/08                         | Nacional                      | 1-0                           | Montevideo Wanderers          | Semifinal                     | Parque Central                |
| 1916                          | 27/08                         | Montevideo Wanderers          | 3-2                           | Universal                     | Ronda Preliminar              | Parque Lugano                 |
| 1916                          | 22/10                         | Peñarol                       | 1-0                           | Montevideo Wanderers          | Semifinal                     | Belvedere                     |
| 1917                          | 14/07                         | Montevideo wanderers          | 1-0                           | Nacional                      | Ronda Preliminar              | Parque Central                |
| 1917                          | 09/09                         | Montevideo Wanderers          | 2-0                           | River Plate Football Club     | Semifinal                     | Parque Central                |
| 1917                          | 04/11                         | Montevideo Wanderers          | 1-0                           | Universal                     | FINAL                         | Parque Central                |
| 1918                          | 16/06                         | Montevideo Wanderers          | 6-0                           | River Plate Football Club     | Ronda Preliminar              | Belvedere                     |
| 1918                          | 01/09                         | Montevideo Wanderers          | 4-2                           | Universal                     | Primera Ronda                 | Parque Central                |
| 1918                          | 06/10                         | Montevideo Wanderers          | 1-0                           | Central                       | Semifinal                     | Parque Lugano                 |
| 1918                          | 17/11                         | Montevideo Wanderers          | 2-1                           | Nacional                      | FINAL                         | Parque Pereira                |
| 1919                          | 17/08                         | Nacional                      | 2-1                           | Montevideo Wanderers          | Ronda Preliminar              | Parque Pereira                |
| 1921                          | --/--                         | Liverpool                     | 3-1                           | Montevideo Wanderers          | Ronda preliminar              | -----                         |
| 1923                          | 12/08                         | Montevideo Wanderers          | 2-0                           | Charley                       | Ronda Preliminar              | Belvedere                     |
| 1923                          | 19/08                         | Nacional                      | 1-0                           | Montevideo Wanderers          | Primera Ronda                 | Parque Central                |

### Estadísticas en Copa de Honor
| Edición            | PJ | PG | PE | PP | GF | GC | Puntos | Títulos | Posición         |
| ------------------ | -- | -- | -- | -- | -- | -- | ------ | ------- | ---------------- |
| Copa de Honor 1905 | 3  | 2  | 0  | 1  | 6  | 5  | 4      | -       | Vicecampeón      |
| Copa de Honor 1906 | 1  | 0  | 0  | 1  | 0  | 5  | 0      | -       | Semifinal        |
| Copa de Honor 1907 | 2  | 1  | 0  | 1  | ?  | ?  | 2      | -       | Vicecampeón      |
| Copa de Honor 1908 | 3  | 3  | 0  | 0  | 7  | 2  | 6      | 1       | CAMPEÓN          |
| Copa de Honor 1909 | 3  | 2  | 0  | 1  | 7  | 2  | 4      | -       | Vicecampeón      |
| Copa de Honor 1910 | 3  | 3  | 0  | 0  | 7  | 2  | 6      | 1       | CAMPEÓN          |
| Copa de Honor 1911 | 2  | 1  | 0  | 1  | ?  | ?  | 2      | -       | Semifinal        |
| Copa de Honor 1912 | 2  | 1  | 0  | 1  | 1  | 2  | 2      | -       | Semifinal        |
| Copa de Honor 1913 | 3  | 2  | 0  | 1  | 3  | 1  | 4      | -       | Vicecampeón      |
| Copa de Honor 1914 | 2  | 1  | 0  | 1  | 2  | 3  | 2      | -       | Semifinal        |
| Copa de Honor 1915 | 1  | 0  | 0  | 1  | 0  | 2  | 0      | -       | Primera Ronda    |
| Copa de Honor 1916 | 2  | 1  | 0  | 1  | 4  | 3  | 2      | -       | Cuartos de final |
| Copa de Honor 1917 | 3  | 1  | 1  | 1  | 3  | 3  | 3      | -       | Cuartos de final |
| Copa de Honor 1918 | 2  | 1  | 0  | 1  | 3  | 3  | 2      | -       | Semifinal        |
| Copa de Honor 1920 | 2  | 1  | 0  | 1  | ?  | ?  | 2      | -       | Cuartos de final |
| Copa de Honor 1922 | 2  | 1  | 0  | 1  | 2  | 2  | 2      | -       | Cuartos de final |
| Total              | 36 | 21 | 1  | 14 | 45 | 35 | 43     | 2       |                  |

### Resultados del Montevideo Wanderers en la Copa de Honor
[cita requerida]
| Todos los partidos disputados | Todos los partidos disputados | Todos los partidos disputados | Todos los partidos disputados | Todos los partidos disputados | Todos los partidos disputados | Todos los partidos disputados |
| Edición                       | Fecha                         | Equipo                        | Score                         | Equipo                        | Ronda                         | Cancha                        |
| ----------------------------- | ----------------------------- | ----------------------------- | ----------------------------- | ----------------------------- | ----------------------------- | ----------------------------- |
| 1905                          | 23/07                         | Montevideo Wanderers          | W.O./aus.                     | Albion                        | Primera Ronda                 | --                            |
| 1905                          | --/--                         | Montevideo Wanderers          | 3-0                           | Teutonia                      | Semifinal                     | --                            |
| 1905                          | 03/09                         | Nacional                      | 5-3                           | Montevideo Wanderers          | FINAL                         | Paso Molino                   |
| 1906                          | 14/06                         | Nacional                      | 5-0                           | Montevideo Wanderers          | Semifinal                     | Parque Central                |
| 1907                          | --/--                         | Montevideo Wanderers          | G-P                           | River Plate F.C.              | Primera Ronda                 | --                            |
| 1907                          | 13/10                         | C.U.R.C.C.                    | 3-2                           | Montevideo Wanderers          | FINAL                         | Parque Central                |
| 1908                          | 25/08                         | Montevideo Wanderers          | 2-1                           | Albion                        | Ronda Preliminar              | Parque Central                |
| 1908                          | 30/08                         | Montevideo Wanderers          | 3-0                           | River Plate F.C.              | Primera Ronda                 | Parque Central                |
| 1908                          | 27/09                         | Montevideo Wanderers          | 2-1                           | Nacional                      | FINAL                         | Parque Central                |
| 1909                          | 22/08                         | Montevideo Wanderers          | 2-1                           | River Plate F.C.              | Ronda Preliminar              | Belvedere                     |
| 1909                          | 29/08                         | Montevideo Wanderers          | 5-0                           | Central                       | Primera Ronda                 | Villa Peñarol                 |
| 1909                          | 26/09                         | C.U.R.C.C.                    | 1-0                           | Montevideo Wanderers          | FINAL                         | Parque Central                |
| 1910                          | 18/07                         | Montevideo Wanderers          | 2-0                           | Dublín                        | Ronda Preliminar              | Parque Central                |
| 1910                          | 31/07                         | Montevideo Wanderers          | 3-1                           | C.U.R.C.C.                    | Primera Ronda                 | Parque Central                |
| 1910                          | 27/08                         | Montevideo Wanderers          | 2-1                           | Central                       | FINAL                         | Parque Central                |
| 1911                          | 27/08                         | Montevideo Wanderers          | G-P                           | Bristol                       | Primera Ronda                 | Punta Carretas                |
| 1911                          | 15/10                         | C.U.R.C.C.                    | 1-0                           | Montevideo Wanderers          | Semifinal                     | Parque Central                |
| 1912                          | 01/09                         | Montevideo Wanderers          | 1-0                           | Universal                     | Primera Ronda                 | Capurro                       |
| 1912                          | 15/09                         | River Plate F.C.              | 2-0                           | Montevideo Wanderers          | Semifinal                     | --                            |
| 1913                          | 06/07                         | Montevideo Wanderers          | 1-0                           | River Plate F.C.              | Primera Ronda                 | Parque Lugano                 |
| 1913                          | 10/08                         | Montevideo Wanderers          | 2-0                           | C.U.R.C.C.                    | Semifinal                     | Parque Central                |
| 1913                          | 02/11                         | Nacional                      | 1-0                           | Montevideo Wanderers          | FINAL                         | Parque Central                |
| 1914                          | 20/09                         | Montevideo Wanderers          | G-P                           | Independencia                 | Primera Ronda                 | Maroñas                       |
| 1914                          | 18/10                         | Nacional                      | 3-2                           | Montevideo Wanderers          | Semifinal                     | Parque Central                |
| 1915                          | 04/07                         | River Plate F.C.              | 2-0                           | Montevideo Wanderers          | Ronda Preliminar              | --                            |
| 1916                          | 21/05                         | Montevideo Wanderers          | 3-0                           | Universal                     | Ronda Preliminar              | Parque Central                |
| 1916                          | 28/05                         | Nacional                      | 3-1                           | Montevideo Wanderers          | Primera Ronda                 | Parque Central                |
| 1917                          | 17/06                         | Montevideo Wanderers          | 1-0                           | Charley                       | Ronda Preliminar              | Las Acacias                   |
| 1917                          | 22/07                         | Montevideo Wanderers          | 2-2                           | Nacional                      | Primera Ronda                 | Parque Central                |
| 1917                          | 19/08                         | Nacional                      | 1-0                           | Montevideo Wanderers          | Primera Ronda/Desempate       | Parque Central                |
| 1918                          | 30/06                         | Montevideo Wanderers          | 3-0                           | Dublín                        | Ronda Preliminar              | --                            |
| 1918                          | 12/10                         | Nacional                      | 3-0                           | Montevideo Wanderers          | Semifinal                     | Parque Pereira                |
| 1920                          | 11/07                         | Montevideo Wanderers          | G-P                           | Belgrano                      | Ronda Preliminar              | Parque Capurro                |
| 1920                          | 08/12                         | Nacional                      | 4-0                           | Montevideo Wanderers          | Primera Ronda                 | Parque Central                |
| 1922                          | 25/06                         | Montevideo Wanderers          | 1-0                           | Liverpool                     | Ronda Preliminar              | Belvedere                     |
| 1922                          | 09/07                         | Peñarol                       | 2-1                           | Montevideo Wanderers          | Primera Ronda                 | Parque Central                |

### Estadísticas en Torneo Competencia
| Edición                  | PJ  | PG | PE | PP  | GF  | GC  | Puntos | Títulos | Posición      |
| ------------------------ | --- | -- | -- | --- | --- | --- | ------ | ------- | ------------- |
| Torneo Competencia 1934  | 6   | 4  | 1  | 1   | 12  | 10  | 9      |         | vicecampeón   |
| Torneo Competencia 1936  | 5   | 3  | 0  | 2   | 8   | 7   | 6      |         | semifinalista |
| Torneo Competencia 1941  | 10  | 3  | 3  | 4   | 19  | 22  | 9      |         | quinto        |
| Torneo Competencia 1942  | 9   | 2  | 2  | 5   | 13  | 17  | 6      |         | octavo        |
| Torneo Competencia 1943  | 9   | 3  | 4  | 2   | 17  | 17  | 10     |         | cuarto        |
| Torneo Competencia 1944  | 9   | 4  | 1  | 4   | 10  | 9   | 9      |         | sexto         |
| Torneo Competencia 1945  | 9   | 2  | 1  | 6   | 14  | 27  | 5      |         | noveno        |
| Torneo Competencia 1946  | 9   | 2  | 3  | 4   | 12  | 19  | 7      |         | séptimo       |
| Torneo Competencia 1947  | 9   | 4  | 3  | 2   | 20  | 20  | 11     |         | tercero       |
| Torneo Competencia 1948  | 9   | 3  | 1  | 5   | 18  | 23  | 7      |         | séptimo       |
| Torneo Competencia 1949  | 9   | 1  | 6  | 2   | 14  | 21  | 8      |         | séptimo       |
| Torneo Competencia 1950  | 13  | 3  | 2  | 8   | 16  | 27  | 8      |         | decimoprimero |
| Torneo Competencia 1951  | 11  | 2  | 4  | 5   | 17  | 22  | 8      |         | octavo        |
| Torneo Competencia 1952  | 11  | 3  | 2  | 6   | 13  | 26  | 8      |         | noveno        |
| Torneo Competencia 1953  | 11  | 3  | 2  | 6   | 12  | 16  | 8      |         | décimo        |
| Torneo Competencia 1955  | 9   | 2  | 1  | 6   | 13  | 18  | 5      |         | noveno        |
| Torneo Competencia 1956  | 9   | 4  | 3  | 2   | 12  | 7   | 11     |         | cuarto        |
| Torneo Competencia 1957  | 9   | 5  | 3  | 1   | 15  | 9   | 13     |         | tercero       |
| Torneo Competencia 1958  | 9   | 2  | 2  | 5   | 12  | 22  | 6      |         | noveno        |
| Torneo Competencia 1959  | 9   | 2  | 2  | 5   | 19  | 19  | 6      |         | sexto         |
| Torneo Competencia 1961  | 9   | 3  | 2  | 4   | 8   | 9   | 8      |         | séptimo       |
| Torneo Competencia 1963  | 9   | 2  | 3  | 4   | 10  | 13  | 7      |         | séptimo       |
| Torneo Competencia 1964  | 9   | 1  | 6  | 2   | 11  | 13  | 8      |         | sexto         |
| Torneo Competencia 1985  | 12  | 4  | 5  | 3   | 9   | 7   | 13     |         | sexto         |
| Torneo Competencia 1986  | 12  | 2  | 4  | 6   | 18  | 24  | 8      |         | decimoprimero |
| Torneo Competencia 1987  | 12  | 8  | 3  | 1   | 19  | 7   | 19     | 1       | CAMPEÓN       |
| Torneo Competencia 1988  | 12  | 5  | 3  | 4   | 11  | 9   | 13     |         | cuarto        |
| Torneo Competencia 1989  | 12  | 5  | 5  | 2   | 13  | 12  | 15     |         | vicecampeón   |
| Torneo Competencia 1990  | 14  | 7  | 5  | 2   | 20  | 12  | 19     | 1       | CAMPEÓN       |
| Total 29 participaciones | 285 | 94 | 82 | 109 | 405 | 464 | 270    | 2       | -             |

### Estadísticas en Torneo de Honor
[cita requerida]
| Edición                 | PJ | PG | PE | PP | GF | GC | Puntos | Títulos | Posición                   |
| ----------------------- | -- | -- | -- | -- | -- | -- | ------ | ------- | -------------------------- |
| Torneo de Honor 1935    | 9  | 5  | 1  | 3  | 16 | 11 | 11     |         | quinto                     |
| Torneo de Honor 1937    | 9  | 8  | 0  | 1  | 22 | 6  | 16     | 1       | CAMPEÓN                    |
| Torneo de Honor 1938    | 10 | 5  | 2  | 3  | 13 | 11 | 12     |         | Cuarto                     |
| Torneo de Honor 1939    | 10 | 4  | 4  | 2  | 21 | 16 | 12     |         | cuarto                     |
| Torneo de Honor 1940    | 5  | 1  | 1  | 3  | 4  | 10 | 3      |         | eliminado en primera ronda |
| Total 5 participaciones | 43 | 23 | 8  | 12 | 76 | 54 | 54     | 1       |                            |

Esta tabla computa los partidos del torneo de honor que fue disputado de forma independiente alternando con el competencia. Desde 1941 el campeón de honor surgía de la sumatoria del competencia y la primera rueda del uruguayo.

### Estadísticas en Campeonato Nacional General Artigas
[cita requerida]
| Edición                           | PJ | PG | PE | PP | GF | GC | Puntos | Títulos | Posición                    |
| --------------------------------- | -- | -- | -- | -- | -- | -- | ------ | ------- | --------------------------- |
| Campeonato Nac. Gral.Artigas 1960 | 12 | 5  | 3  | 4  | 38 | 30 | 13     |         | séptimo                     |
| Campeonato Nac. Gral.Artigas 1961 | 2  | 2  | 0  | 0  | 9  | 5  | 4      |         | eliminado en fase de grupos |
| Total 2 participaciones           | 14 | 7  | 3  | 4  | 47 | 35 | 17     |         |                             |

La copa se jugó de forma independiente en 1960 y dentro del torneo competencia en las ediciones 1961 y 1962.  Esta tabla computa los partidos "reales", por lo cual en la edición 1961 se cuentan los 2 partidos frente a las selecciones del interior. El bohemio no participó en 1962 por estar en segunda división.

### Estadísticas en Liguilla Pre-Libertadores
[cita requerida]
| Edición                           | PJ | PG | PE | PP | GF  | GC  | Puntos | Títulos | Posición             |
| --------------------------------- | -- | -- | -- | -- | --- | --- | ------ | ------- | -------------------- |
| Liguilla Pre-Libertadores 1974    | 5  | 3  | 0  | 2  | 11  | 10  | 6      |         | vicecampeón          |
| Liguilla Pre-Libertadores 1976    | 5  | 2  | 1  | 2  | 3   | 6   | 5      |         | cuarto               |
| Liguilla Pre-Libertadores 1977    | 5  | 2  | 2  | 1  | 4   | 5   | 6      |         | tercero              |
| Liguilla Pre-Libertadores 1978    | 5  | 1  | 2  | 2  | 4   | 7   | 4      |         | tercero              |
| Liguilla Pre-Libertadores 1980    | 5  | 2  | 2  | 1  | 9   | 7   | 6      |         | tercero              |
| Liguilla Pre-Libertadores 1981    | 5  | 1  | 1  | 3  | 4   | 6   | 3      |         | quinto               |
| Liguilla Pre-Libertadores 1982    | 6  | 2  | 3  | 1  | 9   | 6   | 7      |         | vicecampeón          |
| Liguilla Pre-Libertadores 1983    | 5  | 0  | 1  | 4  | 2   | 9   | 1      |         | sexto                |
| Liguilla Pre-Libertadores 1985    | 6  | 3  | 2  | 1  | 11  | 4   | 8      |         | vicecampeón          |
| Liguilla Pre-Libertadores 1986    | 6  | 2  | 3  | 1  | 13  | 10  | 7      |         | cuarto               |
| Liguilla Pre-Libertadores 1987    | 5  | 3  | 2  | 0  | 5   | 1   | 8      | 1       | CAMPEÓN              |
| Liguilla Pre-Libertadores 1988    | 5  | 2  | 0  | 3  | 6   | 9   | 4      |         | cuarto               |
| Liguilla Pre-Libertadores 1990    | 5  | 2  | 0  | 3  | 6   | 6   | 4      |         | cuarto               |
| Liguilla Pre-Libertadores 1991    | 4  | 0  | 0  | 4  | 6   | 13  | 0      |         | sexto                |
| Liguilla Pre-Libertadores 1995    | 7  | 1  | 1  | 5  | 8   | 16  | 4      |         | séptimo              |
| Liguilla Pre-Libertadores 2001    | 3  | 2  | 1  | 0  | 8   | 2   | 7      | 1       | CAMPEÓN              |
| Liguilla Pre-Libertadores 2003    | 7  | 1  | 2  | 4  | 8   | 12  | 5      |         | séptimo              |
| Liguilla Pre-Libertadores 2004    | 2  | 0  | 1  | 1  | 1   | 2   | 1      |         | eliminado en cuartos |
| Liguilla Pre-Libertadores 2006-07 | 5  | 3  | 1  | 1  | 12  | 9   | 10     |         | vicecampeón          |
| Total 19 participaciones          | 96 | 32 | 25 | 39 | 130 | 140 | 96     | 2       |                      |

### Estadísticas en Liga Mayor
[cita requerida]
| Edición                 | PJ | PG | PE | PP | GF  | GC | Puntos | Títulos | Posición |
| ----------------------- | -- | -- | -- | -- | --- | -- | ------ | ------- | -------- |
| Liga Mayor 1975         | 11 | 3  | 3  | 5  | 20  | 19 | 9      |         | noveno   |
| Liga Mayor 1976         | 18 | 7  | 6  | 5  | 29  | 21 | 20     |         | tercero  |
| Liga Mayor 1977         | 18 | 9  | 5  | 4  | 25  | 22 | 23     |         | tercero  |
| Liga Mayor 1978         | 21 | 6  | 8  | 7  | 26  | 25 | 20     |         | décimo   |
| Total 4 participaciones | 68 | 25 | 22 | 21 | 100 | 87 | 72     |         |          |

### Estadísticas en Torneo Cuadrangular
[cita requerida]
| Edición                  | PJ | PG | PE | PP | GF | GC | Puntos | Títulos | Posición |
| ------------------------ | -- | -- | -- | -- | -- | -- | ------ | ------- | -------- |
| Torneo Cuadrangular 1963 | ?  | ?  | ?  | ?  | ?  | ?  | ?      | ?       |          |
| Torneo Cuadrangular 1964 | 3  | 1  | 0  | 2  | 3  | 6  | 2      |         | tercero  |
| Total 2 participaciones  | 3  | 1  | 0  | 2  | 3  | 6  | 2      |         |          |

### Estadísticas en Torneo Integración y Torneo Nacional
[cita requerida]
| Edición                 | PJ | PG | PE | PP | GF | GC | Puntos | Títulos | Posición             |
| ----------------------- | -- | -- | -- | -- | -- | -- | ------ | ------- | -------------------- |
| Torneo Integración 1993 | 4  | 1  | 1  | 2  | 6  | 4  | 4      |         | semifinalista        |
| Torneo Integración 1994 | 4  | 1  | 1  | 2  | 4  | 7  | 3      |         | semifinalista        |
| Torneo Nacional 1996    | 2  | 0  | 2  | 0  | 2  | 2  | 2      |         | eliminado en octavos |
| Total 3 participaciones | 10 | 2  | 4  | 4  | 12 | 13 | 9      |         |                      |

### Estadísticas en Supercopa Uruguaya
[cita requerida]
| Edición                 | PJ | PG | PE | PP | GF | GC | Puntos | Títulos | Posición    |
| ----------------------- | -- | -- | -- | -- | -- | -- | ------ | ------- | ----------- |
| Supercopa Uruguaya 2021 | 1  | 0  | 0  | 1  | 0  | 2  | 0      |         | vicecampeón |
| Total 1 participación   | 1  | 0  | 0  | 1  | 0  | 2  | 0      |         |             |

### Estadísticas en Torneos Especiales
[cita requerida]
| Edición                                | PJ | PG | PE | PP | GF | GC | Puntos | Títulos | Posición                    |
| -------------------------------------- | -- | -- | -- | -- | -- | -- | ------ | ------- | --------------------------- |
| T. Campeones Sud. Juveniles 1954       | 9  | ?  | ?  | ?  | ?  | ?  | ?      |         |                             |
| Torneo Fermín Garicoits 1965           | 4  | 1  | 1  | 2  | 5  | 6  | 3      |         | eliminado en primera fase   |
| Copa Alfredo Lois 1969                 | 4  | 2  | 0  | 2  | 7  | 8  | 4      |         | eliminado en primera fase   |
| Torneo Ciudad de Montevideo 1973       | 10 | 3  | 2  | 5  | 9  | 14 | 8      |         | eliminado en fase de grupos |
| Torneo Campeones Olímpicos 1974        | 11 | 6  | 3  | 2  | 17 | 11 | 15     |         | quinto                      |
| T.Confraternidad Capital-Interior 1977 | 6  | 5  | 1  | 0  | 13 | 8  | 11     |         | no definido                 |
| Torneo de la República 1979            | 7  | 2  | 3  | 2  | 6  | 9  | 7      |         | eliminado en primera fase   |
| Torneo Colombes 1980                   | 6  | 4  | 0  | 2  | ?  | ?  | 8      |         | tercero                     |
| Torneo Ciudad de Montevideo 1980       | 7  | ?  | ?  | ?  | ?  | ?  | ?      |         | eliminado en fase de grupos |
| Torneo Copa de Oro 1982                | 13 | 6  | 5  | 2  | 24 | 19 | 17     |         | quinto                      |
| Torneo Estadio Centenario 1983         | 6  | 2  | 3  | 1  | 6  | 4  | 7      |         | eliminado en primera fase   |
| T. 60 aniversario de Colombes 1984     | 7  | 3  | 2  | 2  | ?  | ?  | 8      |         | eliminado en primera fase   |
| Total 12 participaciones               | 74 | 34 | 20 | 20 | 87 | 79 | 88     |         |                             |

El campeonato Sudamericanos Juveniles se dividió en 2 series, Integrando el bohemio el grupo A junto a Cerro (1-1), Peñarol (0-1), RIver Plate (0-0), y Liverpool. Wanderers jugó la ronda de perdedores frente a Danubio, Cerro, Liverpool, Miramar y Defensor (4-2).
El torneo ciudad de Montevideo se disputó en 2 grupos, integrando Wanderers la serie B junto con Liverpool, Nacional, Rentistas, Defensor, H. Buceo, Rampla, Miramar, Cerrito, Progreso y Racing. La particularidad de esta competencia era que los partidos empatados se definían por penales. El bohemio jugó 10, cosechando 3 victorias y 7 derrotas, pero a los efectos estadísticos fueron 2 victorias, 3 empates y 5 derrotas con 9 goles a favor y 14 en contra.
En el torneo ciudad de Montevideo de 1980, en su serie jugó 7 partidos y fue eliminado, faltando sólo el resultado de su séptimo partido (frente a Progreso). En los 6 juegos anteriores cosechó 4 empates y 2 derrotas.

### Estadísticas en Copa A.U.F. Uruguay
[cita requerida]
| Edición                  | PJ | PG | PE | PP | GF | GC | Puntos | Títulos | Posición             |
| ------------------------ | -- | -- | -- | -- | -- | -- | ------ | ------- | -------------------- |
| Copa A.U.F. Uruguay 2022 | 2  | 1  | 0  | 1  | 3  | 5  | 3      | -       | eliminado en octavos |
| Copa A.U.F. Uruguay 2023 | 2  | 0  | 1  | 1  | 0  | 4  | 1      |         | eliminado en octavos |
| Total 2 participaciones  | 4  | 1  | 1  | 2  | 3  | 9  | 4      |         |                      |

### Estadísticas en Segunda División
[cita requerida]
| Edición                         | PJ  | PG | PE | PP | GF  | GC  | Puntos | Títulos | Posición |
| ------------------------------- | --- | -- | -- | -- | --- | --- | ------ | ------- | -------- |
| Copa Uruguaya Segunda Div. 1952 | 14  | 9  | 4  | 1  | 26  | 12  | 22     | 1       | CAMPEÓN  |
| Copa Uruguaya Segunda Div. 1962 | 19  | 13 | 5  | 1  | 44  | 15  | 21     | 1       | CAMPEÓN  |
| Copa Uruguaya Segunda Div. 1967 | 18  | 7  | 7  | 4  | 28  | 18  | 21     |         | tercero  |
| Copa Uruguaya Segunda Div. 1968 | 18  | 10 | 6  | 2  | 30  | 14  | 26     |         | tercero  |
| Copa Uruguaya Segunda Div. 1969 | 16  | 4  | 4  | 8  | 17  | 26  | 12     |         | séptimo  |
| Copa Uruguaya Segunda Div. 1970 | 16  | 5  | 6  | 5  | 17  | 18  | 16     |         | cuarto   |
| Copa Uruguaya Segunda Div. 1971 | 18  | 8  | 5  | 5  | 23  | 17  | 21     |         | cuarto   |
| Copa Uruguaya Segunda Div. 1972 | 18  | 11 | 5  | 2  | 25  | 12  | 27     | 1       | CAMPEÓN  |
| Copa Uruguaya Segunda Div. 1999 | 26  | 11 | 6  | 9  | 27  | 29  | 39     |         | sexto    |
| Copa Uruguaya Segunda Div. 2000 | 26  | 18 | 6  | 2  | 56  | 18  | 60     | 1       | CAMPEÓN  |
| Total 10 participaciones        | 189 | 96 | 54 | 39 | 293 | 179 | 265    | 4       |          |

### Participaciones Internacionales
- Copa Libertadores: 10 (1975, 1983, 1986, 1988, 2002, 2008, 2015, 2017, 2018, 2021).
- Copa Sudamericana: 6 (2013, 2016, 2019, 2022, 2024, 2025).
- Copa Competencia Argentina : 7 (1903,1905,1906,1908,1911,1917,1918)
- Copa de Honor Cousenier : 1 (1908)

## Estadísticas en torneos internacionales

### Por competencia
| Torneo                       | TJ | PJ | PG | PE | PP | GF | GC | DG  | Puntos |
| ---------------------------- | -- | -- | -- | -- | -- | -- | -- | --- | ------ |
| Copa Libertadores de América | 10 | 51 | 16 | 12 | 23 | 62 | 76 | -14 | 60     |
| Copa Sudamericana            | 5  | 22 | 8  | 9  | 5  | 17 | 15 | +2  | 33     |
| Total                        | 15 | 73 | 24 | 21 | 28 | 79 | 91 | -12 | 93     |

Por Temporada
| Competición            | Posición         | PJ | PG | PE | PP | GF | GC | Dif. | Puntos |
| ---------------------- | ---------------- | -- | -- | -- | -- | -- | -- | ---- | ------ |
| Copa Libertadores 1975 | Fase de grupos   | 6  | 1  | 1  | 4  | 8  | 10 | -2   | 4      |
| Copa Libertadores 1983 | Fase de grupos   | 7  | 3  | 3  | 1  | 10 | 7  | +3   | 12     |
| Copa Libertadores 1986 | Fase de grupos   | 6  | 3  | 0  | 3  | 10 | 10 | 0    | 9      |
| Copa Libertadores 1988 | Fase de grupos   | 6  | 1  | 1  | 4  | 3  | 8  | -5   | 4      |
| Copa Libertadores 2002 | Octavos de final | 8  | 3  | 3  | 2  | 12 | 11 | +1   | 12     |
| Copa Libertadores 2008 | Primera Fase     | 2  | 0  | 1  | 1  | 0  | 1  | -1   | 1      |
| Copa Sudamericana 2013 | Primera Fase     | 2  | 0  | 1  | 1  | 1  | 2  | -1   | 1      |
| Copa Libertadores 2015 | Octavos de final | 8  | 3  | 2  | 3  | 11 | 11 | 0    | 11     |
| Copa Sudamericana 2016 | Octavos de final | 6  | 2  | 4  | 0  | 2  | 0  | +2   | 10     |
| Copa Libertadores 2017 | Segunda Fase     | 4  | 1  | 0  | 3  | 7  | 11 | -4   | 3      |
| Copa Libertadores 2018 | Primera Fase     | 2  | 0  | 1  | 1  | 0  | 2  | -2   | 1      |
| Copa Sudamericana 2019 | Octavos de final | 6  | 2  | 2  | 2  | 5  | 5  | 0    | 8      |
| Copa Libertadores 2021 | Segunda Fase     | 2  | 1  | 0  | 1  | 1  | 5  | -4   | 3      |
| Copa Sudamericana 2022 | Fase de grupos   | 8  | 4  | 2  | 2  | 9  | 8  | +1   | 14     |
| Copa Sudamericana 2024 | Primera Fase     | 1  | 0  | 0  | 1  | 0  | 1  | -1   | '0     |
| -                      | -                | 74 | 24 | 21 | 29 | 79 | 92 | -13  | 93     |

### Por competencia (era amateur)
| Torneo                     | TJ | PJ | PG | PE | PP | GF | GC | Puntos | Títulos |
| -------------------------- | -- | -- | -- | -- | -- | -- | -- | ------ | ------- |
| Copa Competencia Argentina | 7  | 10 | 6  | 0  | 4  | 25 | 17 | 8      | 3       |
| Copa de Honor Cousenier    | 1  | 1  | 1  | 0  | 0  | 2  | 0  | 2      | 1       |
| Total                      | 8  | 11 | 7  | 0  | 4  | 27 | 17 | 10     | 4       |

Por Temporada
| Competición                       | Posición                   | PJ | PG | PE | PP | GF | GC | Puntos | Títulos |
| --------------------------------- | -------------------------- | -- | -- | -- | -- | -- | -- | ------ | ------- |
| Copa Competencia Argentina 1903   | eliminado en primera ronda | 1  | 0  | 0  | 1  | 0  | 2  | 0      |         |
| Copa Competencia Argentina 1905   | eliminado en cuartos       | 3  | 2  | 0  | 1  | 14 | 6  | 4      |         |
| Copa Competencia Argentina 1906   | Ganador de llave uruguaya  | 2  | 1  | 0  | 1  | 3  | 4  | 2      |         |
| Copa Competencia Rioplatense 1908 | vicecampeón                | 1  | 0  | 0  | 1  | 0  | 4  | 0      |         |
| Copa de Honor Rioplatense 1908    | CAMPEÓN                    | 1  | 1  | 0  | 0  | 2  | 0  | 2      | 1       |
| Copa Competencia Rioplatense 1911 | CAMPEÓN                    | 1  | 1  | 0  | 0  | 2  | 0  | 2      | 1       |
| Copa Competencia Rioplatense 1917 | CAMPEÓN                    | 1  | 1  | 0  | 0  | 4  | 0  | 2      | 1       |
| Copa Competencia Rioplatense 1918 | CAMPEÓN                    | 1  | 1  | 0  | 0  | 2  | 1  | 2      | 1       |
| Total                             | -                          | 11 | 7  | 0  | 4  | 27 | 17 | 10     | 4       |

En total el bohemio disputó 12 partidos (8 victorias y 4 derrotas). Falta computar en la tabla la victoria frente a Albion o Teutonia en la primera llave uruguaya de la Copa Competencia Argentina de 1906 de la cual se desconoce el resultado.

## Amistades
Como institución, traba amistad con el Albion Football Club, Mar de Fondo Fútbol Club, Uruguay Montevideo Football Club, Racing Club de Montevideo (su escudo original se diseñó en homenaje al club, cambiando los cuatro ángulos negros, por tres ángulos verdes, manteniendo la pelota de cuero en el centro, y la tipografía correspondiente al escudo de Montevideo Wanderers), Danubio Fútbol Club (toma sus colores en homenaje al campeón uruguayo de 1931; su primer juego de camisetas, blanca y negra a rayas verticales con pantalón negro, fue cedido por Montevideo Wanderers; desde ese momento, ambas directivas han mantenido una relación de amistad institucional), Santiago Wanderers, Bolton Wanderers, Wolverhampton Wanderers, el Estudiantes de Buenos Aires (más de un siglo de amistad) y el Club Atlético Huracán de Parque Patricios, fruto entre otros factores, de la venta de Walter Peletti a la mencionada institución.
Respecto de otras disciplinas deportivas, posee un convenio con el club Urunday Universitario, lo que permite a los socios de ambos clubes, hacer usufructo de las instalaciones y servicios de dichas instituciones, en lo que hace a las actividades de fútbol, baloncesto, voleibol, boxeo, natación, etc.
Además, se mantiene una larga hermandad con los clubes de baloncesto Club Sportivo Capitol y Club Atlético Stockolmo, con los cuales se poseen dirigentes y delegados en común.

### Rivalidades
En el ámbito del fútbol uruguayo, Wanderers es protagonista de una trilogía de clásicos que incluye a los clubes River Plate y Bella Vista. Está trilogía se motiva por el hecho de pertenecer los tres clubes al barrio del Prado, estando los estadios de los tres clubes muy cerca entre ellos.
Un duelo aparte, es el que mantiene Wanderers con el Liverpool Fútbol Club, debido en principio a la adyacencia del barrio del Prado con el barrio Belvedere, además del contexto histórico que involucra la propiedad del Estadio Belvedere, inicialmente ocupado por Wanderers y hoy propiedad de Liverpool. Pese a esto, ambos clubes se consideran meros vecinos deportivos, aunque mantienen tintes de rivalidad en sus duelos.

## Wanderers en el interior
Wanderers es uno de los clubes profesionales del fútbol uruguayo que cuenta con mayor número de representantes a nivel nacional, después de los conocidos equipos Nacional y Peñarol. Hay Wanderers en Artigas, Sarandí del Yí, Rivera, Tacuarembó, Paso de los Toros, Salto, Paysandú, Durazno, Sarandí Grande, Pando, San Gregorio de Polanco, Vichadero, Melo, Palmitas, Minas, Santa Lucía, Castillos, Cardona, La Horqueta, Carmelo y la Costa de Oro.

## Otras disciplinas deportivas
A lo largo de su historia ha incursionado en otras actividades deportivas como fútbol de salón, fútbol femenino, fútbol de la Liga Universitaria, atletismo (contando con un campeón nacional, Carlos Bastos), voleibol (campeón nacional), baloncesto (miembro de la Federación Uruguaya de Basketball entre 1936 y 1942, campeón de varios torneos nacionales), motociclismo, billar, cricket, etc.

### Pelota vasca
Actualmente el segundo deporte en importancia del Montevideo Wanderers, es la pelota vasca, en sus variantes vasca, española, argentina, mano, etc.
Desde 1929, funda y participa de la Federación Uruguaya de Pelota, siendo campeón nacional, sudamericano, y seis veces campeón mundial.[cita requerida]
Entre sus principales pelotaris, se destacan Néstor Iroldi, Gustavo Hernández, Jorge Valverde y Daniel Martínez.

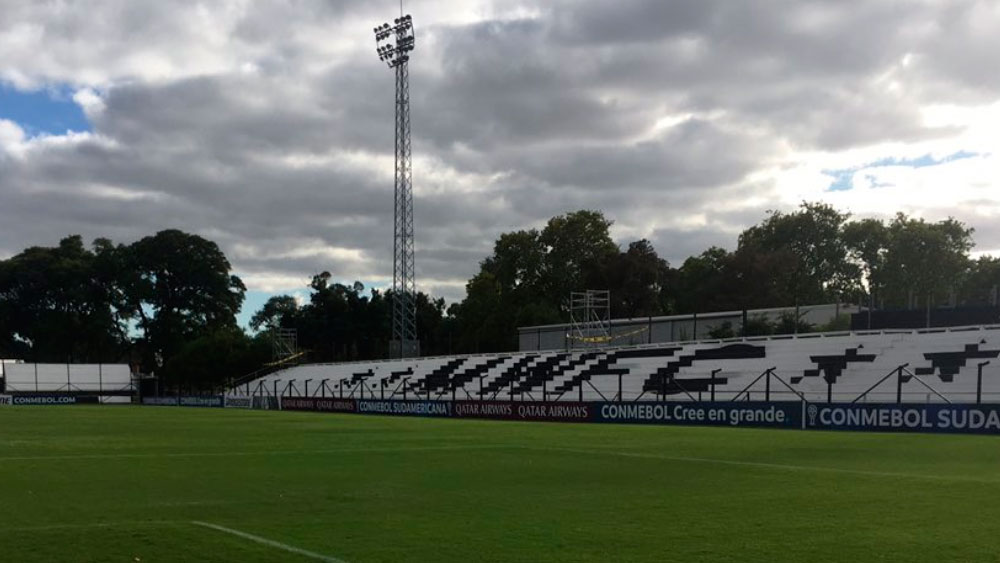